# Giải Oscar cho phim xuất sắc nhất
Giải Oscar cho phim xuất sắc nhất (tiếng Anh: Academy Award for Best Picture; còn có tên gọi khác là Giải Oscar cho phim truyện xuất sắc nhất) là hạng mục quan trọng nhất trong hệ thống Giải Oscar, giải được trao cho bộ phim được các thành viên của Viện Hàn lâm Khoa học và Nghệ thuật Điện ảnh (Academy of Motion Picture Arts and Sciences, AMPAS) của Hoa Kỳ) đánh giá là xuất sắc nhất trong năm bầu chọn. Đây cũng là hạng mục duy nhất của giải Oscar mà tất cả các thành viên thuộc các nhánh khác nhau của AMPAS đều có quyền đề cử và bầu chọn.
Trong năm đầu tiên trao giải Oscar (giải 1927/28, trao năm 1929), không có hạng mục "Phim xuất sắc nhất" mà thay vào đó là hai hạng mục "Sản xuất xuất sắc nhất" (Most Outstanding Production) và "Chất lượng nghệ thuật xuất sắc nhất" (Most Artistic Quality of Production). Năm sau đó, Viện Hàn lâm quyết định gộp hai giải này thành một giải duy nhất "Sản xuất xuất sắc nhất" (Best Production). Từ năm 1931, hạng mục này mới được đổi tên thành "Phim xuất sắc nhất" (Best Picture).
Từ năm 1944 AMPAS mới đề ra quy đinh hạn chế số đề cử cho giải phim xuất sắc nhất xuống còn 5 phim mỗi năm. Năm 2010 số lượng đề cử được tăng lên 10 phim. Tính cho đến Giải Oscar lần thứ 79 đã có tổng cộng 458 bộ phim được đề cử cho giải Oscar phim xuất sắc nhất. Toàn bộ các bộ phim này đều được lưu giữ đến ngày nay trừ trường hợp duy nhất của bộ phim The Patriot được đề cử năm 1929 đã bị thất lạc.
Ký sinh trùng là phim châu Á đầu tiên giành giải Oscar vào năm 2019. Đương kim của giải thưởng này là bộ phim Anora vào năm 2024.

## Lịch sử

### Các mốc sự kiện chính
| \| Lần tổ chức \| Năm \| Tên phim \| Giải giành được \| Số đề cử \| Sự kiện \| \| ----------- \| ---- \| ---------------------------------------------------------------------------------------------------- \| --------------- \| -------- \| ------------------------------------------------------------------------------------------------------------------------------------------------ \| \| 1 \| 1927 \| Wings và Sunrise \| 5 \| 6 \| Các phim câm đầu tiên giành giải Phim hay nhất \| \| \| \| Wings \| 2 \| 2 \| Phim chiến tranh đầu tiên giành giải Phim hay nhất \| \| \| \| \| \| \| Phim đầu tiên giành giải Phim hay nhất mà không được đề cử giải cho hạng mục Đạo diễn xuất sắc nhất và các hạng mục diễn xuất \| \| 2 \| 1929 \| The Broadway Melody \| 1 \| 3 \| Phim có tiếng đầu tiên giành giải Phim hay nhất \| \| \| \| \| \| \| Phim ca nhạc đầu tiên giành giải Phim hay nhất \| \| \| \| \| \| \| Phim đầu tiên chỉ giành được duy nhất giải Phim hay nhất \| \| 4 \| 1931 \| Cimarron \| 3 \| 7 \| Phim miền Tây đầu tiên giành giải Phim hay nhất \| \| 5 \| 1932 \| Grand Hotel \| 1 \| 1 \| Phim đầu tiên giành giải Phim hay nhất mà không có thêm đề cử khác \| \| 6 \| 1933 \| She Done Him Wrong \| 0 \| 1 \| Phim ngắn nhất từng được đề cử giải Phim hay nhất (1 giờ 6 phút) \| \| \| \| The Private Life of Henry VIII \| 1 \| 2 \| Phim nước ngoài (Anh Quốc) đầu tiên được đề cử giải Phim hay nhất \| \| 7 \| 1934 \| It Happened One Night \| 5 \| 5 \| Phim đầu tiên giành giải Phim hay nhất đoạt được đủ bộ 5 giải Oscar quan trọng nhất (Big Five gồm Phim, Đạo diễn, Kịch bản, Vai nam và nữ chính) \| \| \| \| \| \| \| Phim đầu tiên giành giải Phim hay nhất chiến thắng ở tất cả hạng mục được đề cử \| \| \| \| \| \| \| Phim hài đầu tiên giành giải Phim hay nhất \| \| 8 \| 1935 \| Mutiny on the Bounty \| 1 \| 8 \| Phim làm lại đầu tiên giành giải Phim hay nhất \| \| \| \| \| \| \| Phim cuối cùng cho đến nay chỉ giành giải Phim hay nhất mà không có thêm giải Oscar nào khác \| \| 10 \| 1937 \| Cuộc đời Émile Zola (phim) \| 3 \| 10 \| Phim tiểu sử đầu tiên giành giải Phim hay nhất \| \| 11 \| 1938 \| La Grande Illusion \| 0 \| 1 \| Phim nói tiếng nước ngoài (tiếng Pháp) đầu tiên được đề cử giải Phim hay nhất \| \| 12 \| 1939 \| The Wizard of Oz \| 2 \| 6 \| Phim thiếu nhi đầu tiên được đề cử giải Phim hay nhất \| \| \| \| Cuốn theo chiều gió (Gone with the wind) \| 8 \| 13 \| Phim dài nhất cho đến nay được đề cử và giành giải Phim hay nhất (3 giờ 42 phút) \| \| \| \| \| \| \| Phim màu đầu tiên giành giải Phim hay nhất \| \| 13 \| 1940 \| Rebecca \| 2 \| 11 \| Phim giật gân đầu tiên giành giải Phim hay nhất \| \| 15 \| 1942 \| Mrs. Miniver \| 6 \| 12 \| Phim đầu tiên giành giải Phim hay nhất có đề cử ở tất cả hạng mục diễn xuất \| \| 18 \| 1945 \| The Bells of St. Mary's \| 1 \| 8 \| Phim phần tiếp theo (sequel) đầu tiên được đề cử giải Phim hay nhất \| \| \| \| The Lost Weekend \| 4 \| 7 \| Phim đầu tiên (trong tổng số 2 phim) giành được cả giải Oscar phim hay nhất và giải Cành cọ vàng (Palme d'Or) tại Liên hoan phim Cannes \| \| 21 \| 1948 \| Hamlet \| 4 \| 7 \| Phim nước ngoài (Anh) đầu tiên giành giải Phim hay nhất \| \| 23 \| 1950 \| All About Eve \| 6 \| 14 \| Phim đầu tiên (trong số 2 phim) giành giải Phim hay nhất có tới 14 đề cử \| \| 26 \| 1953 \| From Here to Eternity \| 8 \| 13 \| Phim cuối cùng cho đến nay giành giải Phim hay nhất có đề cử ở tất cả hạng mục diễn xuất \| \| 28 \| 1955 \| Marty \| 4 \| 8 \| Phim thứ hai giành được cả giải Oscar phim hay nhất và giải Cành cọ vàng \| \| \| \| Marty \| 4 \| 8 \| Phim ngắn nhất giành giải Phim hay nhất (1 giờ 31 phút) \| \| 29 \| 1956 \| 80 ngày vòng quanh Thế giới (Around the World in Eighty Days) \| 5 \| 8 \| Phim đầu tiên giành giải Phim hay nhất trong năm mà toàn bộ đề cử đều là phim màu \| \| 32 \| 1959 \| Ben-Hur \| 11 \| 12 \| Phim đầu tiên (trong số 3 phim) giành giải Phim hay nhất chiến thắng ở 11 hạng mục của giải Oscar \| \| 40 \| 1967 \| In the Heat of the Night \| 5 \| 7 \| Phim trinh thám đầu tiên (và duy nhất cho đến nay) giành giải Phim hay nhất \| \| 41 \| 1968 \| Oliver! \| 6 \| 12 \| Phim đầu tiên xếp loại G (G-rated) giành giải Phim hay nhất \| \| 42 \| 1969 \| Midnight Cowboy \| 3 \| 7 \| Phim đầu tiên xếp loại X (X-rated) giành giải Phim hay nhất \| \| 43 \| 1970 \| Patton \| 7 \| 10 \| Phim đầu tiên xếp loại PG (PG-rated) giành giải Phim hay nhất \| \| 44 \| 1971 \| A Clockwork Orange \| 0 \| 4 \| Phim cuối cùng xếp loại X được đề cử giải Phim hay nhất \| \| \| \| The French Connection \| 5 \| 8 \| Phim đầu tiên xếp loại R (R-rated) giành giải Phim hay nhất \| \| 45 \| 1972 \| Cabaret \| 8 \| 10 \| Phim giành nhiều giải Oscar nhất (8) mà không có giải Phim hay nhất \| \| 46 \| 1973 \| The Exorcist \| 2 \| 10 \| Phim kinh dị đầu tiên được đề cử giải Phim hay nhất \| \| 47 \| 1974 \| Bố già phần II (The Godfather Part II) \| 6 \| 11 \| Phim phần tiếp theo đầu tiên giành giải Phim hay nhất \| \| 48 \| 1975 \| Bay trên tổ chim cúc cu \| 5 \| 9 \| Phim thứ hai trong số 3 phim giành giải Phim hay nhất đoạt được đủ bộ 5 giải Oscar quan trọng nhất (Big Five) \| \| 49 \| 1976 \| Rocky \| 3 \| 10 \| Phim đề tài thể thao đầu tiên giành giải Phim hay nhất \| \| 54 \| 1981 \| Reds \| 3 \| 12 \| Phim cuối cùng được đề cử giải Phim hay nhất có đề cử ở cả bốn hạng mục giải Oscar diễn xuất \| \| 60 \| 1987 \| Hoàng đế cuối cùng (The Last Emperor) \| 9 \| 9 \| Phim nước ngoài (Trung Quốc) cuối cùng cho đến nay giành giải Phim hay nhất \| \| 62 \| 1989 \| Driving Miss Daisy \| 4 \| 9 \| Một trong số ít phim giành giải Phim hay nhất mà không được đề cử giải Đạo diễn xuất sắc \| \| 63 \| 1990 \| Bố già phần III (The Godfather: Part III) \| 0 \| 7 \| Một trong hai phim bộ ba (trilogy) được đề cử cả ba lần cho giải Phim hay nhất \| \| 64 \| 1991 \| Người đẹp và quái vật (Beauty and the Beast) \| 2 \| 6 \| Phim hoạt hình đầu tiên cho đến nay được đề cử giải Phim hay nhất \| \| \| \| Sự im lặng của bầy cừu (The Silence of the Lambs) \| 5 \| 7 \| Phim thứ ba trong số 3 phim giành giải Phim hay nhất đoạt được đủ bộ 5 giải Oscar quan trọng nhất (Big Five) \| \| \| \| \| \| \| Phim kinh dị đầu tiên giành giải Phim hay nhất \| \| 66 \| 1993 \| Bản danh sách của Schindler (Schindler's List) \| 7 \| 12 \| Một trong số ít phim đen trắng giành giải Phim hay nhất trong thời gian gần đây \| \| 70 \| 1997 \| Titanic \| 11 \| 14 \| Phim thứ hai giành giải Phim hay nhất có tới 14 đề cử \| \| 71 \| 1998 \| Shakespeare đang yêu (Shakespeare in Love) \| 7 \| 13 \| Phim giành hầu hết các giải quan trọng trừ giải đạo diễn xuất sắc nhất \| \| 72 \| 1999 \| Vẻ đẹp nước Mỹ (Ameriacan Beauty) \| 5 \| 8 \| Phim giành hầu hết các giải quan trọng \| \| 73 \| 2000 \| Võ sĩ giác đấu (Gladiator) \| 5 \| 12 \| Phim gần đây nhất giành được 12 đề cử. \| \| 74 \| 2001 \| Trí tuệ hoàn hảo (A Beautiful Mind) \| 4 \| 8 \| Phim tiểu sử giành giải phim hay nhất \| \| 75 \| 2002 \| Chicago \| 6 \| 13 \| Phim âm nhạc giành giải phim hay nhất \| \| 76 \| 2003 \| Chúa tể của những chiếc nhẫn: Sự trở lại của nhà vua (The Lord of the Rings: The Return of the King) \| 11 \| 11 \| Phim bộ ba (trilogy) thứ hai được đề cử cả ba lần cho giải Phim hay nhất \| \| 77 \| 2004 \| Cô gái một triệu Dollar (Million Dollar Baby) \| 4 \| 7 \| Phim gần đây nhất được đề cử những giải thương chính \| \| 78 \| 2005 \| Chúc Ngủ Ngon, Và Chúc May Mắn (Good Night, and Good Luck) \| 0 \| 6 \| Phim đen trắng cuối cùng cho đến nay được đề cử giải Phim hay nhất \| \| 79 \| 2006 \| Điệp vụ Boston (The Departed) \| 4 \| 5 \| Phim đầu tiên giành giải Phim hay nhất là bản làm lại từ một phim nước ngoài (Vô gian đạo, phim Hồng Kông) \| \| 80 \| 2007 \| Không chốn dung thân (No Country For Old Men) \| 4 \| 8 \| Phim đoạt giải Oscar do hai anh em đạo diễn Joel và Ethan Coen \| \| 81 \| 2008 \| Triệu phú khu ổ chuột (Slumdog Millionaire) \| 8 \| 10 \| Một trong các phim nước ngoài (Anh / Ấn Độ) đoạt giải Phim hay nhất \| \| 82 \| 2009 \| The Hurt Locker (The Hurt Locker) \| 6 \| 9 \| Phim chiến tranh gần đây nhất đoạt giải Oscar cho Phim hay nhất \| \| 83 \| 2010 \| Diễn văn của nhà vua (The King's Speech) \| 3 \| 9 \| Một trong các phim nước ngoài (Anh) đoạt giải Phim hay nhất \| \| 84 \| 2011 \| Người nghệ sĩ (The Artist) \| 5 \| 10 \| Một trong các phim nước ngoài (Pháp) đoạt giải Phim hay nhất và là phim đen trắng cuối cùng nhận vinh dự này \| \| 85 \| 2012 \| Chiến dịch sinh tử (Argo) \| 5 \| 10 \| Phim gần đây nhất đoạt giải Phim hay nhất mà không nhận được đề cử về Đạo diễn \| \| 86 \| 2013 \| 12 năm nô lệ (12 Years A Slave) \| 3 \| 9 \| Phim đầu tiên có người da đen đoạt giải Phim hay nhất Một trong những phim đoạt giải Phim hay nhất có doanh thu phòng vé toàn cầu thấp nhất \| |      | |                 |          | |
| Lần tổ chức | Năm  | Tên phim                                                                                             | Giải giành được | Số đề cử | Sự kiện |
| 1 | 1927 | Wings và Sunrise                                                                                     | 5               | 6        | Các phim câm đầu tiên giành giải Phim hay nhất                                                                                                   |
| |      | Wings                                                                                                | 2               | 2        | Phim chiến tranh đầu tiên giành giải Phim hay nhất                                                                                               |
| |      | |                 |          | Phim đầu tiên giành giải Phim hay nhất mà không được đề cử giải cho hạng mục Đạo diễn xuất sắc nhất và các hạng mục diễn xuất                    |
| 2 | 1929 | The Broadway Melody                                                                                  | 1               | 3        | Phim có tiếng đầu tiên giành giải Phim hay nhất                                                                                                  |
| |      | |                 |          | Phim ca nhạc đầu tiên giành giải Phim hay nhất                                                                                                   |
| |      | |                 |          | Phim đầu tiên chỉ giành được duy nhất giải Phim hay nhất                                                                                         |
| 4 | 1931 | Cimarron                                                                                             | 3               | 7        | Phim miền Tây đầu tiên giành giải Phim hay nhất                                                                                                  |
| 5 | 1932 | Grand Hotel                                                                                          | 1               | 1        | Phim đầu tiên giành giải Phim hay nhất mà không có thêm đề cử khác                                                                               |
| 6 | 1933 | She Done Him Wrong                                                                                   | 0               | 1        | Phim ngắn nhất từng được đề cử giải Phim hay nhất (1 giờ 6 phút)                                                                                 |
| |      | The Private Life of Henry VIII                                                                       | 1               | 2        | Phim nước ngoài (Anh Quốc) đầu tiên được đề cử giải Phim hay nhất                                                                                |
| 7 | 1934 | It Happened One Night                                                                                | 5               | 5        | Phim đầu tiên giành giải Phim hay nhất đoạt được đủ bộ 5 giải Oscar quan trọng nhất (Big Five gồm Phim, Đạo diễn, Kịch bản, Vai nam và nữ chính) |
| |      | |                 |          | Phim đầu tiên giành giải Phim hay nhất chiến thắng ở tất cả hạng mục được đề cử                                                                  |
| |      | |                 |          | Phim hài đầu tiên giành giải Phim hay nhất |
| 8 | 1935 | Mutiny on the Bounty                                                                                 | 1               | 8        | Phim làm lại đầu tiên giành giải Phim hay nhất                                                                                                   |
| |      | |                 |          | Phim cuối cùng cho đến nay chỉ giành giải Phim hay nhất mà không có thêm giải Oscar nào khác                                                     |
| 10 | 1937 | Cuộc đời Émile Zola (phim)                                                                           | 3               | 10       | Phim tiểu sử đầu tiên giành giải Phim hay nhất                                                                                                   |
| 11 | 1938 | La Grande Illusion                                                                                   | 0               | 1        | Phim nói tiếng nước ngoài (tiếng Pháp) đầu tiên được đề cử giải Phim hay nhất                                                                    |
| 12 | 1939 | The Wizard of Oz                                                                                     | 2               | 6        | Phim thiếu nhi đầu tiên được đề cử giải Phim hay nhất                                                                                            |
| |      | Cuốn theo chiều gió (Gone with the wind)                                                             | 8               | 13       | Phim dài nhất cho đến nay được đề cử và giành giải Phim hay nhất (3 giờ 42 phút)                                                                 |
| |      | |                 |          | Phim màu đầu tiên giành giải Phim hay nhất |
| 13 | 1940 | Rebecca                                                                                              | 2               | 11       | Phim giật gân đầu tiên giành giải Phim hay nhất                                                                                                  |
| 15 | 1942 | Mrs. Miniver                                                                                         | 6               | 12       | Phim đầu tiên giành giải Phim hay nhất có đề cử ở tất cả hạng mục diễn xuất                                                                      |
| 18 | 1945 | The Bells of St. Mary's                                                                              | 1               | 8        | Phim phần tiếp theo (sequel) đầu tiên được đề cử giải Phim hay nhất                                                                              |
| |      | The Lost Weekend                                                                                     | 4               | 7        | Phim đầu tiên (trong tổng số 2 phim) giành được cả giải Oscar phim hay nhất và giải Cành cọ vàng (Palme d'Or) tại Liên hoan phim Cannes          |
| 21 | 1948 | Hamlet                                                                                               | 4               | 7        | Phim nước ngoài (Anh) đầu tiên giành giải Phim hay nhất                                                                                          |
| 23 | 1950 | All About Eve                                                                                        | 6               | 14       | Phim đầu tiên (trong số 2 phim) giành giải Phim hay nhất có tới 14 đề cử                                                                         |
| 26 | 1953 | From Here to Eternity                                                                                | 8               | 13       | Phim cuối cùng cho đến nay giành giải Phim hay nhất có đề cử ở tất cả hạng mục diễn xuất                                                         |
| 28 | 1955 | Marty                                                                                                | 4               | 8        | Phim thứ hai giành được cả giải Oscar phim hay nhất và giải Cành cọ vàng                                                                         |
| |      | Marty                                                                                                | 4               | 8        | Phim ngắn nhất giành giải Phim hay nhất (1 giờ 31 phút)                                                                                          |
| 29 | 1956 | 80 ngày vòng quanh Thế giới (Around the World in Eighty Days)                                        | 5               | 8        | Phim đầu tiên giành giải Phim hay nhất trong năm mà toàn bộ đề cử đều là phim màu                                                                |
| 32 | 1959 | Ben-Hur                                                                                              | 11              | 12       | Phim đầu tiên (trong số 3 phim) giành giải Phim hay nhất chiến thắng ở 11 hạng mục của giải Oscar                                                |
| 40 | 1967 | In the Heat of the Night                                                                             | 5               | 7        | Phim trinh thám đầu tiên (và duy nhất cho đến nay) giành giải Phim hay nhất                                                                      |
| 41 | 1968 | Oliver!                                                                                              | 6               | 12       | Phim đầu tiên xếp loại G (G-rated) giành giải Phim hay nhất                                                                                      |
| 42 | 1969 | Midnight Cowboy                                                                                      | 3               | 7        | Phim đầu tiên xếp loại X (X-rated) giành giải Phim hay nhất                                                                                      |
| 43 | 1970 | Patton                                                                                               | 7               | 10       | Phim đầu tiên xếp loại PG (PG-rated) giành giải Phim hay nhất                                                                                    |
| 44 | 1971 | A Clockwork Orange                                                                                   | 0               | 4        | Phim cuối cùng xếp loại X được đề cử giải Phim hay nhất                                                                                          |
| |      | The French Connection                                                                                | 5               | 8        | Phim đầu tiên xếp loại R (R-rated) giành giải Phim hay nhất                                                                                      |
| 45 | 1972 | Cabaret                                                                                              | 8               | 10       | Phim giành nhiều giải Oscar nhất (8) mà không có giải Phim hay nhất                                                                              |
| 46 | 1973 | The Exorcist                                                                                         | 2               | 10       | Phim kinh dị đầu tiên được đề cử giải Phim hay nhất                                                                                              |
| 47 | 1974 | Bố già phần II (The Godfather Part II)                                                               | 6               | 11       | Phim phần tiếp theo đầu tiên giành giải Phim hay nhất                                                                                            |
| 48 | 1975 | Bay trên tổ chim cúc cu                                                                              | 5               | 9        | Phim thứ hai trong số 3 phim giành giải Phim hay nhất đoạt được đủ bộ 5 giải Oscar quan trọng nhất (Big Five)                                    |
| 49 | 1976 | Rocky                                                                                                | 3               | 10       | Phim đề tài thể thao đầu tiên giành giải Phim hay nhất                                                                                           |
| 54 | 1981 | Reds                                                                                                 | 3               | 12       | Phim cuối cùng được đề cử giải Phim hay nhất có đề cử ở cả bốn hạng mục giải Oscar diễn xuất                                                     |
| 60 | 1987 | Hoàng đế cuối cùng (The Last Emperor)                                                                | 9               | 9        | Phim nước ngoài (Trung Quốc) cuối cùng cho đến nay giành giải Phim hay nhất                                                                      |
| 62 | 1989 | Driving Miss Daisy                                                                                   | 4               | 9        | Một trong số ít phim giành giải Phim hay nhất mà không được đề cử giải Đạo diễn xuất sắc                                                         |
| 63 | 1990 | Bố già phần III (The Godfather: Part III)                                                            | 0               | 7        | Một trong hai phim bộ ba (trilogy) được đề cử cả ba lần cho giải Phim hay nhất                                                                   |
| 64 | 1991 | Người đẹp và quái vật (Beauty and the Beast)                                                         | 2               | 6        | Phim hoạt hình đầu tiên cho đến nay được đề cử giải Phim hay nhất                                                                                |
| |      | Sự im lặng của bầy cừu (The Silence of the Lambs)                                                    | 5               | 7        | Phim thứ ba trong số 3 phim giành giải Phim hay nhất đoạt được đủ bộ 5 giải Oscar quan trọng nhất (Big Five)                                     |
| |      | |                 |          | Phim kinh dị đầu tiên giành giải Phim hay nhất                                                                                                   |
| 66 | 1993 | Bản danh sách của Schindler (Schindler's List)                                                       | 7               | 12       | Một trong số ít phim đen trắng giành giải Phim hay nhất trong thời gian gần đây                                                                  |
| 70 | 1997 | Titanic                                                                                              | 11              | 14       | Phim thứ hai giành giải Phim hay nhất có tới 14 đề cử                                                                                            |
| 71 | 1998 | Shakespeare đang yêu (Shakespeare in Love)                                                           | 7               | 13       | Phim giành hầu hết các giải quan trọng trừ giải đạo diễn xuất sắc nhất                                                                           |
| 72 | 1999 | Vẻ đẹp nước Mỹ (Ameriacan Beauty)                                                                    | 5               | 8        | Phim giành hầu hết các giải quan trọng |
| 73 | 2000 | Võ sĩ giác đấu (Gladiator)                                                                           | 5               | 12       | Phim gần đây nhất giành được 12 đề cử. |
| 74 | 2001 | Trí tuệ hoàn hảo (A Beautiful Mind)                                                                  | 4               | 8        | Phim tiểu sử giành giải phim hay nhất |
| 75 | 2002 | Chicago                                                                                              | 6               | 13       | Phim âm nhạc giành giải phim hay nhất |
| 76 | 2003 | Chúa tể của những chiếc nhẫn: Sự trở lại của nhà vua (The Lord of the Rings: The Return of the King) | 11              | 11       | Phim bộ ba (trilogy) thứ hai được đề cử cả ba lần cho giải Phim hay nhất                                                                         |
| 77 | 2004 | Cô gái một triệu Dollar (Million Dollar Baby)                                                        | 4               | 7        | Phim gần đây nhất được đề cử những giải thương chính                                                                                             |
| 78 | 2005 | Chúc Ngủ Ngon, Và Chúc May Mắn (Good Night, and Good Luck)                                           | 0               | 6        | Phim đen trắng cuối cùng cho đến nay được đề cử giải Phim hay nhất                                                                               |
| 79 | 2006 | Điệp vụ Boston (The Departed)                                                                        | 4               | 5        | Phim đầu tiên giành giải Phim hay nhất là bản làm lại từ một phim nước ngoài (Vô gian đạo, phim Hồng Kông)                                       |
| 80 | 2007 | Không chốn dung thân (No Country For Old Men)                                                        | 4               | 8        | Phim đoạt giải Oscar do hai anh em đạo diễn Joel và Ethan Coen                                                                                   |
| 81 | 2008 | Triệu phú khu ổ chuột (Slumdog Millionaire)                                                          | 8               | 10       | Một trong các phim nước ngoài (Anh / Ấn Độ) đoạt giải Phim hay nhất                                                                              |
| 82 | 2009 | The Hurt Locker (The Hurt Locker)                                                                    | 6               | 9        | Phim chiến tranh gần đây nhất đoạt giải Oscar cho Phim hay nhất                                                                                  |
| 83 | 2010 | Diễn văn của nhà vua (The King's Speech)                                                             | 3               | 9        | Một trong các phim nước ngoài (Anh) đoạt giải Phim hay nhất                                                                                      |
| 84 | 2011 | Người nghệ sĩ (The Artist)                                                                           | 5               | 10       | Một trong các phim nước ngoài (Pháp) đoạt giải Phim hay nhất và là phim đen trắng cuối cùng nhận vinh dự này                                     |
| 85 | 2012 | Chiến dịch sinh tử (Argo)                                                                            | 5               | 10       | Phim gần đây nhất đoạt giải Phim hay nhất mà không nhận được đề cử về Đạo diễn                                                                   |
| 86 | 2013 | 12 năm nô lệ (12 Years A Slave)                                                                      | 3               | 9        | Phim đầu tiên có người da đen đoạt giải Phim hay nhất Một trong những phim đoạt giải Phim hay nhất có doanh thu phòng vé toàn cầu thấp nhất      |

### Các kỷ lục
Dưới đây là danh sách các phim từng giành giải Oscar phim hay nhất đang giữ các kỷ lục khác nhau của hạng mục này:
| Kỷ lục                 | Tên phim                                             | Số lượng      | Năm  | Ghi chú                      |
| ---------------------- | ---------------------------------------------------- | ------------- | ---- | ---------------------------- |
| Giành nhiều giải nhất  | Ben-Hur                                              | 11 giải       | 1959 | Được đề cử 12 giải           |
|                        | Titanic                                              | 11 giải       | 1997 | Được đề cử 14 giải           |
|                        | Chúa tể của những chiếc nhẫn: Sự trở lại của nhà vua | 11 giải       | 2003 | Được đề cử 11 giải           |
| Giành nhiều đề cử nhất | All About Eve                                        | 14 đề cử      | 1950 | Chiến thắng 6 giải           |
|                        | Titanic                                              | 14 đề cử      | 1997 | Chiến thắng 11 giải          |
| Phim dài nhất          | Cuốn theo chiều gió                                  | 3 giờ 42 phút | 1939 | Nhận được 13 đề cử và 8 giải |
| Phim ngắn nhất         | Marty                                                | 1 giờ 31 phút | 1955 | Nhận được 8 đề cử và 4 giải  |

## Danh sách theo năm
Trong danh sách dưới đây, các phim đoạt giải được xếp đầu tiên, sau đó là các đề cử khác, theo sau tựa đề phim là hãng sản xuất và nhà sản xuất. Trước năm 1951, giải Oscar phim hay nhất được trao cho hãng sản xuất, còn sau đó giải được trao cho các nhà sản xuất phim.

### 1999

#### Thập niên 1920
| Phim       | Hãng sản xuất                   | Nhà sản xuất   |
| ---------- | ------------------------------- | -------------- |
| Wings      | Paramount, Famous Players-Lasky | Lucien Hubbard |
| The Racket | Paramount, Caddo                | Howard Hughes  |
| 7th Heaven | Fox                             | William Fox    |

| Phim                | Hãng sản xuất                       | Nhà sản xuất                           |
| ------------------- | ----------------------------------- | -------------------------------------- |
| The Broadway Melody | Metro-Goldwyn-Mayer                 | Irving Thalberg và Lawrence Weingarten |
| Alibi               | United Artists, Feature Productions | Roland West                            |
| Hollywood Revue     | Metro-Goldwyn-Mayer                 | Harry Rapf                             |
| In Old Arizona      | Fox                                 | Winfield Sheehan                       |
| The Patriot         | Paramount                           | Ernst Lubitsch                         |

#### Thập niên 1930
| Phim                           | Hãng sản xuất       | Nhà sản xuất                       |
| ------------------------------ | ------------------- | ---------------------------------- |
| All Quiet on the Western Front | Universal           | Carl Laemmle Jr.                   |
| The Big House                  | Metro-Goldwyn-Mayer | Irving Thalberg                    |
| Disraeli                       | Warner Bros.        | Jack L. Warner và Darryl F. Zanuck |
| The Divorcee                   | Metro-Goldwyn-Mayer | Robert Z. Leonard                  |
| The Love Parade                | Paramount           | Ernst Lubitsch                     |

| Phim           | Hãng sản xuất         | Nhà sản xuất     |
| -------------- | --------------------- | ---------------- |
| Cimarron       | RKO Radio             | William LeBaron  |
| East Lynne     | Fox                   | Winfield Sheehan |
| The Front Page | United Artists, Caddo | Howard Hughes    |
| Skippy         | Paramount             | Adolph Zukor     |
| Trader Horn    | Metro-Goldwyn-Mayer   | Irving Thalberg  |

| Phim                   | Hãng sản xuất                | Nhà sản xuất     |
| ---------------------- | ---------------------------- | ---------------- |
| Grand Hotel            | Metro-Goldwyn-Mayer          | Irving Thalberg  |
| Arrowsmith             | Goldwyn, United Artists      | Samuel Goldwyn   |
| Bad Girl               | Fox                          | Winfield Sheehan |
| The Champ              | Metro-Goldwyn-Mayer          | King Vidor       |
| Five Star Final        | Warner Bros., First National | Hal B. Wallis    |
| One Hour with You      | Paramount                    | Ernst Lubitsch   |
| Shanghai Express       | Paramount                    | Adolph Zukor     |
| The Smiling Lieutenant | Paramount                    | Ernst Lubitsch   |

| Phim                              | Hãng sản xuất       | Nhà sản xuất                         |
| --------------------------------- | ------------------- | ------------------------------------ |
| Cavalcade                         | Fox                 | Winfield Sheehan                     |
| 42nd Street                       | Warner Bros.        | Darryl F. Zanuck                     |
| A Farewell to Arms                | Paramount           | Adolph Zukor                         |
| I Am a Fugitive from a Chain Gang | Warner Bros.        | Hal B. Wallis                        |
| Lady for a Day                    | Columbia            | Frank Capra                          |
| Little Women                      | RKO Radio           | Merian C. Cooper và Kenneth Macgowan |
| The Private Life of Henry VIII    | London Films        | Alexander Korda                      |
| She Done Him Wrong                | Paramount           | William LeBaron                      |
| Smilin' Through                   | Metro-Goldwyn-Mayer | Irving Thalberg                      |
| State Fair                        | Fox                 | Winfield Sheehan                     |

| Phim                           | Hãng sản xuất                | Nhà sản xuất                                        |
| ------------------------------ | ---------------------------- | --------------------------------------------------- |
| It Happened One Night          | Columbia                     | Harry Cohn và Frank Capra                           |
| The Barretts of Wimpole Street | Metro-Goldwyn-Mayer          | Irving Thalberg                                     |
| Cleopatra                      | Paramount                    | Cecil B. DeMille                                    |
| Flirtation Walk                | First National               | Jack L. Warner, Hal B. Wallis và Robert Lord        |
| The Gay Divorcee               | RKO Radio                    | Pandro S. Berman                                    |
| Here Comes the Navy            | Warner Bros.                 | Lou Edelman                                         |
| The House of Rothschild        | 20th Century, United Artists | Darryl F. Zanuck, William Goetz và Raymond Griffith |
| Imitation of Life              | Universal                    | John M. Stahl                                       |
| One Night of Love              | Columbia                     | Harry Cohn và Everett Riskin                        |
| The Thin Man                   | Metro-Goldwyn-Mayer          | Hunt Stromberg                                      |
| Viva Villa!                    | Metro-Goldwyn-Mayer          | David O. Selznick                                   |
| The White Parade               | Fox                          | Jesse L. Lasky                                      |

| Phim                         | Hãng sản xuất                | Nhà sản xuất                                          |
| ---------------------------- | ---------------------------- | ----------------------------------------------------- |
| Mutiny on the Bounty         | Metro-Goldwyn-Mayer          | Irving Thalberg và Albert Lewin                       |
| Alice Adams                  | RKO Radio                    | Pandro S. Berman                                      |
| Broadway Melody of 1936      | Metro-Goldwyn-Mayer          | John W. Considine Jr.                                 |
| Captain Blood                | Warner Bros., Cosmopolitan   | Hal B. Wallis, Harry Joe Brown và Gordon Hollingshead |
| David Copperfield            | Metro-Goldwyn-Mayer          | David O. Selznick                                     |
| The Informer                 | RKO Radio                    | Cliff Reid                                            |
| The Lives of a Bengal Lancer | Paramount                    | Louis D. Lighton                                      |
| A Midsummer Night's Dream    | Warner Bros.                 | Henry Blanke                                          |
| Les Misérables               | 20th Century, United Artists | Darryl F. Zanuck                                      |
| Naughty Marietta             | Metro-Goldwyn-Mayer          | Hunt Stromberg                                        |
| Ruggles of Red Gap           | Paramount                    | Arthur Hornblow Jr.                                   |
| Top Hat                      | RKO Radio                    | Pandro S. Berman                                      |

| Phim                       | Hãng sản xuất           | Nhà sản xuất                       |
| -------------------------- | ----------------------- | ---------------------------------- |
| The Great Ziegfeld         | Metro-Goldwyn-Mayer     | Hunt Stromberg                     |
| Anthony Adverse            | Warner Bros.            | Henry Blanke                       |
| Dodsworth                  | Goldwyn, United Artists | Samuel Goldwyn và Merritt Hulbert  |
| Libeled Lady               | Metro-Goldwyn-Mayer     | Lawrence Weingarten                |
| Mr. Deeds Goes to Town     | Columbia                | Frank Capra                        |
| Romeo and Juliet           | Metro-Goldwyn-Mayer     | Irving Thalberg                    |
| San Francisco              | Metro-Goldwyn-Mayer     | John Emerson và Bernard H. Hyman   |
| The Story of Louis Pasteur | Warner Bros.            | Henry Blanke                       |
| A Tale of Two Cities       | Metro-Goldwyn-Mayer     | David O. Selznick                  |
| Three Smart Girls          | Universal               | Joe Pasternak và Charles R. Rogers |

| Phim                       | Hãng sản xuất                          | Nhà sản xuất                         |
| -------------------------- | -------------------------------------- | ------------------------------------ |
| The Life of Emile Zola     | Warner Bros.                           | Henry Blanke                         |
| The Awful Truth            | Columbia                               | Leo McCarey và Everett Riskin        |
| Captains Courageous        | Metro-Goldwyn-Mayer                    | Louis Lighton                        |
| Dead End                   | Goldwyn, United Artists                | Samuel Goldwyn và Merritt Hulbert    |
| The Good Earth             | Metro-Goldwyn-Mayer                    | Irving Thalberg và Albert Lewin      |
| In Old Chicago             | 20th Century Fox                       | Darryl F. Zanuck và Kenneth Macgowan |
| Lost Horizon               | Columbia                               | Frank Capra                          |
| One Hundred Men and a Girl | Universal                              | Charles R. Rogers và Joe Pasternak   |
| Stage Door                 | RKO Radio                              | Pandro S. Berman                     |
| A Star Is Born             | Selznick International, United Artists | David O. Selznick                    |

| Phim                         | Hãng sản xuất                | Nhà sản xuất                        |
| ---------------------------- | ---------------------------- | ----------------------------------- |
| You Can't Take It with You   | Columbia                     | Frank Capra                         |
| The Adventures of Robin Hood | Warner Bros.                 | Hal B. Wallis và Henry Blanke       |
| Alexander's Ragtime Band     | 20th Century Fox             | Darryl F. Zanuck và Harry Joe Brown |
| Boys Town                    | Metro-Goldwyn-Mayer          | John W. Considine Jr.               |
| The Citadel                  | Metro-Goldwyn-Mayer          | Victor Saville                      |
| Four Daughters               | Warner Bros., First National | Hal B. Wallis và Henry Blanke       |
| Grand Illusion               | R. A. O., World Pictures     | Frank Rollmer và Albert Pinkovitch  |
| Jezebel                      | Warner Bros.                 | Hal B. Wallis và Henry Blanke       |
| Pygmalion                    | Pascal Film Productions      | Gabriel Pascal                      |
| Test Pilot                   | Metro-Goldwyn-Mayer          | Louis Lighton                       |

| Phim                         | Hãng sản xuất                               | Nhà sản xuất      |
| ---------------------------- | ------------------------------------------- | ----------------- |
| Gone with the Wind           | Selznick International, Metro-Goldwyn-Mayer | David O. Selznick |
| Dark Victory                 | Warner Bros.                                | David Lewis       |
| Goodbye, Mr. Chips           | Metro-Goldwyn-Mayer                         | Victor Saville    |
| Love Affair                  | RKO Radio                                   | Leo McCarey       |
| Mr. Smith Goes to Washington | Columbia                                    | Frank Capra       |
| Ninotchka                    | Metro-Goldwyn-Mayer                         | Sidney Franklin   |
| Of Mice and Men              | Roach, United Artists                       | Lewis Milestone   |
| Stagecoach                   | United Artists                              | Walter Wanger     |
| The Wizard of Oz             | Metro-Goldwyn-Mayer                         | Mervyn LeRoy      |
| Wuthering Heights            | Goldwyn, United Artists                     | Samuel Goldwyn    |

#### Thập niên 1940
| Phim                     | Hãng sản xuất                          | Nhà sản xuất                                 |
| ------------------------ | -------------------------------------- | -------------------------------------------- |
| Rebecca                  | Selznick International, United Artists | David O. Selznick                            |
| All This, and Heaven Too | Warner Bros.                           | Jack L. Warner, Hal B. Wallis và David Lewis |
| Foreign Correspondent    | Wanger, United Artists                 | Walter Wanger                                |
| The Grapes of Wrath      | 20th Century Fox                       | Darryl F. Zanuck và Nunnally Johnson         |
| The Great Dictator       | Chaplin, United Artists                | Charlie Chaplin                              |
| Kitty Foyle              | RKO Radio                              | David Hempstead                              |
| The Letter               | Warner Bros.                           | Hal B. Wallis                                |
| The Long Voyage Home     | Argosy, Wanger, United Artists         | John Ford                                    |
| Our Town                 | Lesser, United Artists                 | Sol Lesser                                   |
| The Philadelphia Story   | Metro-Goldwyn-Mayer                    | Joseph L. Mankiewicz                         |

| Phim                    | Hãng sản xuất       | Nhà sản xuất                    |
| ----------------------- | ------------------- | ------------------------------- |
| How Green Was My Valley | 20th Century Fox    | Darryl F. Zanuck                |
| Blossoms in the Dust    | Metro-Goldwyn-Mayer | Irving Asher                    |
| Citizen Kane            | RKO Radio           | Orson Welles                    |
| Here Comes Mr. Jordan   | Columbia            | Everett Riskin                  |
| Hold Back the Dawn      | Paramount           | Arthur Hornblow Jr.             |
| The Little Foxes        | RKO Radio           | Samuel Goldwyn                  |
| The Maltese Falcon      | Warner Bros.        | Hal B. Wallis                   |
| One Foot in Heaven      | Warner Bros.        | Hal B. Wallis                   |
| Sergeant York           | Warner Bros.        | Hal B. Wallis và Jesse L. Lasky |
| Suspicion               | RKO Radio           | Alfred Hitchcock                |

| Phim                         | Hãng sản xuất       | Nhà sản xuất                                    |
| ---------------------------- | ------------------- | ----------------------------------------------- |
| Mrs. Miniver                 | Metro-Goldwyn-Mayer | Sidney Franklin                                 |
| The Invaders (49th Parallel) | Ortus               | Michael Powell                                  |
| Kings Row                    | Warner Bros.        | Hal B. Wallis                                   |
| The Magnificent Ambersons    | Mercury, RKO Radio  | Orson Welles                                    |
| The Pied Piper               | 20th Century Fox    | Nunnally Johnson                                |
| The Pride of the Yankees     | Goldwyn, RKO Radio  | Samuel Goldwyn                                  |
| Random Harvest               | Metro-Goldwyn-Mayer | Sidney Franklin                                 |
| The Talk of the Town         | Columbia            | George Stevens                                  |
| Wake Island                  | Paramount           | Joseph Sistrom                                  |
| Yankee Doodle Dandy          | Warner Bros.        | Jack L. Warner, Hal B. Wallis và William Cagney |

| Phim                    | Hãng sản xuất       | Nhà sản xuất     |
| ----------------------- | ------------------- | ---------------- |
| Casablanca              | Warner Bros.        | Hal B. Wallis    |
| For Whom the Bell Tolls | Paramount           | Sam Wood         |
| Heaven Can Wait         | 20th Century Fox    | Ernst Lubitsch   |
| The Human Comedy        | Metro-Goldwyn-Mayer | Clarence Brown   |
| In Which We Serve       | Two Cities Films    | Noël Coward      |
| Madame Curie            | Metro-Goldwyn-Mayer | Sidney Franklin  |
| The More the Merrier    | Columbia            | George Stevens   |
| The Ox-Bow Incident     | 20th Century Fox    | Lamar Trotti     |
| The Song of Bernadette  | 20th Century Fox    | William Perlberg |
| Watch on the Rhine      | Warner Bros.        | Hal B. Wallis    |

| Phim                | Hãng sản xuất                          | Nhà sản xuất        |
| ------------------- | -------------------------------------- | ------------------- |
| Going My Way        | Paramount                              | Leo McCarey         |
| Double Indemnity    | Paramount                              | Joseph Sistrom      |
| Gaslight            | Metro-Goldwyn-Mayer                    | Arthur Hornblow Jr. |
| Since You Went Away | Selznick International, United Artists | David O. Selznick   |
| Wilson              | 20th Century Fox                       | Darryl F. Zanuck    |

| Phim                    | Hãng sản xuất                          | Nhà sản xuất      |
| ----------------------- | -------------------------------------- | ----------------- |
| The Lost Weekend        | Paramount                              | Charles Brackett  |
| Anchors Aweigh          | Metro-Goldwyn-Mayer                    | Joe Pasternak     |
| The Bells of St. Mary's | RKO Radio                              | Leo McCarey       |
| Mildred Pierce          | Warner Bros.                           | Jerry Wald        |
| Spellbound              | Selznick International, United Artists | David O. Selznick |

| Phim                        | Hãng sản xuất       | Nhà sản xuất     |
| --------------------------- | ------------------- | ---------------- |
| The Best Years of Our Lives | RKO Radio           | Samuel Goldwyn   |
| Hnry V                      | Two Cities Films    | Laurence Olivier |
| It's a Wonderful Life       | RKO Radio           | Frank Capra      |
| The Razor's Edge            | 20th Century Fox    | Darryl F. Zanuck |
| The Yearling                | Metro-Goldwyn-Mayer | Sidney Franklin  |

| Phim                   | Hãng sản xuất    | Nhà sản xuất     |
| ---------------------- | ---------------- | ---------------- |
| Gentleman's Agreement  | 20th Century Fox | Darryl F. Zanuck |
| The Bishop's Wife      | RKO Radio        | Samuel Goldwyn   |
| Crossfire              | RKO Radio        | Adrian Scott     |
| Great Expectations     | Cineguild        | Ronald Neame     |
| Miracle on 34th Street | 20th Century Fox | William Perlberg |

| Phim                             | Hãng sản xuất                      | Nhà sản xuất                         |
| -------------------------------- | ---------------------------------- | ------------------------------------ |
| Hamlet                           | Two Cities Films, Universal        | Laurence Olivier                     |
| Johnny Belinda                   | Warner Bros.                       | Jerry Wald                           |
| The Red Shoes                    | Independent Producers, The Archers | Michael Powell và Emeric Pressburger |
| The Snake Pit                    | 20th Century Fox                   | Anatole Litvak và Robert Bassler     |
| The Treasure of the Sierra Madre | Warner Bros.                       | Henry Blanke                         |

| Phim                    | Hãng sản xuất       | Nhà sản xuất     |
| ----------------------- | ------------------- | ---------------- |
| All the King's Men      | Rossen, Columbia    | Robert Rossen    |
| Battleground            | Metro-Goldwyn-Mayer | Dore Schary      |
| The Heiress             | Paramount           | William Wyler    |
| A Letter to Three Wives | 20th Century Fox    | Sol C. Siegel    |
| Twelve O'Clock High     | 20th Century Fox    | Darryl F. Zanuck |

### Thập niên 1950
| Phim                 | Hãng sản xuất       | Nhà sản xuất     |
| -------------------- | ------------------- | ---------------- |
| All About Eve        | 20th Century Fox    | Darryl F. Zanuck |
| Born Yesterday       | Columbia            | S. Sylvan Simon  |
| Father of the Bride  | Metro-Goldwyn-Mayer | Pandro S. Berman |
| King Solomon's Mines | Metro-Goldwyn-Mayer | Sam Zimbalist    |
| Sunset Boulevard     | Paramount           | Charles Brackett |

| Phim                     | Hãng sản xuất       | Nhà sản xuất                     |
| ------------------------ | ------------------- | -------------------------------- |
| An American in Paris     | Metro-Goldwyn-Mayer | Arthur Freed                     |
| Decision Before Dawn     | 20th Century Fox    | Anatole Litvak và Frank McCarthy |
| A Place in the Sun       | Paramount           | George Stevens                   |
| Quo Vadis                | Metro-Goldwyn-Mayer | Sam Zimbalist                    |
| A Streetcar Named Desire | Warner Bros.        | Charles K. Feldman               |

| Phim                       | Hãng sản xuất       | Nhà sản xuất                           |
| -------------------------- | ------------------- | -------------------------------------- |
| The Greatest Show on Earth | Paramount           | Cecil B. DeMille                       |
| High Noon                  | United Artists      | Stanley Kramer                         |
| Ivanhoe                    | Metro-Goldwyn-Mayer | Pandro S. Berman                       |
| Moulin Rouge               | Romulus Films       | John Huston, John Woolf và James Woolf |
| The Quiet Man              | Republic            | John Ford và Merian C. Cooper          |

| Phim                  | Hãng sản xuất       | Nhà sản xuất   |
| --------------------- | ------------------- | -------------- |
| From Here to Eternity | Columbia            | Buddy Adler    |
| Julius Caesar         | Metro-Goldwyn-Mayer | John Houseman  |
| The Robe              | 20th Century Fox    | Frank Ross     |
| Roman Holiday         | Paramount           | William Wyler  |
| Shane                 | Paramount           | George Stevens |

| Phim                            | Hãng sản xuất       | Nhà sản xuất     |
| ------------------------------- | ------------------- | ---------------- |
| On the Waterfront               | Columbia            | Sam Spiegel      |
| The Caine Mutiny                | Columbia            | Stanley Kramer   |
| The Country Girl                | Paramount           | William Perlberg |
| Seven Brides for Seven Brothers | Metro-Goldwyn-Mayer | Jack Cummings    |
| Three Coins in the Fountain     | 20th Century Fox    | Sol C. Siegel    |

| Phim                            | Hãng sản xuất                                                   | Nhà sản xuất   |
| ------------------------------- | --------------------------------------------------------------- | -------------- |
| Marty                           | United Artists, Steven Productions, Hecht-Lancaster Productions | Harold Hecht   |
| Love Is a Many-Splendored Thing | 20th Century Fox                                                | Buddy Adler    |
| Mister Roberts                  | Warner Bros.                                                    | Leland Hayward |
| Picnic                          | Columbia                                                        | Fred Kohlmar   |
| The Rose Tattoo                 | Paramount                                                       | Hal B. Wallis  |

| Phim                        | Hãng sản xuất                            | Nhà sản xuất                     |
| --------------------------- | ---------------------------------------- | -------------------------------- |
| Around the World in 80 Days | United Artists, Michael Todd Productions | Michael Todd                     |
| Friendly Persuasion         | Allied Artists                           | William Wyler                    |
| Giant                       | Warner Bros.                             | George Stevens và Henry Ginsberg |
| The King and I              | 20th Century Fox                         | Charles Brackett                 |
| The Ten Commandments        | Paramount                                | Cecil B. DeMille                 |

| Phim                         | Hãng sản xuất              | Nhà sản xuất                 |
| ---------------------------- | -------------------------- | ---------------------------- |
| The Bridge on the River Kwai | Columbia, Horizon Pictures | Sam Spiegel                  |
| 12 Angry Men                 | United Artists             | Henry Fonda và Reginald Rose |
| Peyton Place                 | 20th Century Fox           | Jerry Wald                   |
| Sayonara                     | Warner Bros.               | William Goetz                |
| Witness for the Prosecution  | United Artists             | Arthur Hornblow Jr.          |

| Phim                  | Hãng sản xuất          | Nhà sản xuất        |
| --------------------- | ---------------------- | ------------------- |
| Gigi                  | Metro-Goldwyn-Mayer    | Arthur Freed        |
| Auntie Mame           | Warner Bros.           | Jack L. Warner      |
| Cat on a Hot Tin Roof | Metro-Goldwyn-Mayer    | Lawrence Weingarten |
| The Defiant Ones      | Kramer, United Artists | Stanley Kramer      |
| Separate Tables       | United Artists         | Harold Hecht        |

| Phim                    | Hãng sản xuất       | Nhà sản xuất              |
| ----------------------- | ------------------- | ------------------------- |
| Ben-Hur                 | Metro-Goldwyn-Mayer | Sam Zimbalist             |
| Anatomy of a Murder     | Columbia            | Otto Preminger            |
| The Diary of Anne Frank | 20th Century Fox    | George Stevens            |
| The Nun's Story         | Warner Bros.        | Henry Blanke              |
| Room at the Top         | Remus Films         | John Woolf và James Woolf |

### Thập niên 1960
| Phim            | Hãng sản xuất                       | Nhà sản xuất   |
| --------------- | ----------------------------------- | -------------- |
| The Apartment   | United Artists, The Mirisch Company | Billy Wilder   |
| The Alamo       | United Artists, Batjac Productions  | John Wayne     |
| Elmer Gantry    | United Artists                      | Bernard Smith  |
| Sons and Lovers | 20th Century Fox                    | Jerry Wald     |
| The Sundowners  | Warner Bros.                        | Fred Zinnemann |

| Phim                  | Hãng sản xuất       | Nhà sản xuất   |
| --------------------- | ------------------- | -------------- |
| West Side Story       | United Artists      | Robert Wise    |
| Fanny                 | Warner Bros.        | Joshua Logan   |
| The Guns of Navarone  | Columbia, High Road | Carl Foreman   |
| The Hustler           | 20th Century Fox    | Robert Rossen  |
| Judgment at Nuremberg | United Artists      | Stanley Kramer |

| Phim                  | Hãng sản xuất              | Nhà sản xuất     |
| --------------------- | -------------------------- | ---------------- |
| Lawrence of Arabia    | Columbia, Horizon Pictures | Sam Spiegel      |
| The Longest Day       | 20th Century Fox           | Darryl F. Zanuck |
| The Music Man         | Warner Bros.               | Morton DaCosta   |
| Mutiny on the Bounty  | Metro-Goldwyn-Mayer        | Aaron Rosenberg  |
| To Kill a Mockingbird | Universal-International    | Alan J. Pakula   |

| Phim                 | Hãng sản xuất                  | Nhà sản xuất    |
| -------------------- | ------------------------------ | --------------- |
| Tom Jones            | United Artists, Woodfall Films | Tony Richardson |
| America America      | Warner Bros.                   | Elia Kazan      |
| Cleopatra            | 20th Century Fox               | Walter Wanger   |
| How the West Was Won | Metro-Goldwyn-Mayer, Cinerama  | Bernard Smith   |
| Lilies of the Field  | United Artists                 | Ralph Nelson    |

| Phim                                                                 | Hãng sản xuất                      | Nhà sản xuất              |
| -------------------------------------------------------------------- | ---------------------------------- | ------------------------- |
| My Fair Lady                                                         | Warner Bros.                       | Jack L. Warner            |
| Becket                                                               | Keep Films, Paramount Film Service | Hal B. Wallis             |
| Dr. Strangelove or: How I Learned to Stop Worrying and Love the Bomb | Columbia, Hawk Films               | Stanley Kubrick           |
| Mary Poppins                                                         | Disney                             | Walt Disney và Bill Walsh |
| Zorba the Greek                                                      | 20th Century Fox                   | Michael Cacoyannis        |

| Phim               | Hãng sản xuất          | Nhà sản xuất   |
| ------------------ | ---------------------- | -------------- |
| The Sound of Music | 20th Century Fox       | Robert Wise    |
| Darling            | Vic Films, Appia Films | Joseph Janni   |
| Doctor Zhivago     | Metro-Goldwyn-Mayer    | Carlo Ponti    |
| Ship of Fools      | Columbia               | Stanley Kramer |
| A Thousand Clowns  | United Artists         | Fred Coe       |

| Phim                                             | Hãng sản xuất            | Nhà sản xuất   |
| ------------------------------------------------ | ------------------------ | -------------- |
| A Man for All Seasons                            | Columbia, Highland Films | Fred Zinnemann |
| Alfie                                            | Sheldrake Films          | Lewis Gilbert  |
| The Russians Are Coming, the Russians Are Coming | United Artists           | Norman Jewison |
| The Sand Pebbles                                 | 20th Century Fox         | Robert Wise    |
| Who's Afraid of Virginia Woolf?                  | Warner Bros.             | Ernest Lehman  |

| Phim                         | Hãng sản xuất            | Nhà sản xuất     |
| ---------------------------- | ------------------------ | ---------------- |
| In the Heat of the Night     | United Artists           | Walter Mirisch   |
| Bonnie and Clyde             | Warner Bros., Seven Arts | Warren Beatty    |
| Doctor Dolittle              | 20th Century Fox         | Arthur P. Jacobs |
| The Graduate                 | Embassy                  | Lawrence Turman  |
| Guess Who's Coming to Dinner | Columbia                 | Stanley Kramer   |

| Phim               | Hãng sản xuất                                             | Nhà sản xuất                             |
| ------------------ | --------------------------------------------------------- | ---------------------------------------- |
| Oliver!            | Romulus Films, Warwick Film Productions                   | John Woolf                               |
| Funny Girl         | Columbia                                                  | Ray Stark                                |
| The Lion in Winter | Embassy, Haworth Productions                              | Martin Poll                              |
| Rachel, Rachel     | Warner Bros.                                              | Paul Newman                              |
| Romeo and Juliet   | B.H.E. Productions, Verona Produzione, Dino De Laurentiis | Anthony Havelock-Allan và John Brabourne |

| Phim                               | Hãng sản xuất        | Nhà sản xuất                    |
| ---------------------------------- | -------------------- | ------------------------------- |
| Midnight Cowboy                    | United Artists       | Jerome Hellman                  |
| Anne of the Thousand Days          | Universal            | Hal B. Wallis                   |
| Butch Cassidy and the Sundance Kid | 20th Century Fox     | John Foreman                    |
| Hello, Dolly!                      | 20th Century Fox     | Ernest Lehman                   |
| Z                                  | O.N.C.I.C., Cinema V | Jacques Perrin và Ahmed Rachedi |

### Thập niên 1970
| Phim             | Hãng sản xuất    | Nhà sản xuất                     |
| ---------------- | ---------------- | -------------------------------- |
| Patton           | 20th Century Fox | Frank McCarthy                   |
| Airport          | Universal        | Ross Hunter                      |
| Five Easy Pieces | Columbia         | Bob Rafelson và Richard Wechsler |
| Love Story       | Paramount        | Howard G. Minsky                 |
| M*A*S*H          | 20th Century Fox | Ingo Preminger                   |

| Phim                   | Hãng sản xuất      | Nhà sản xuất        |
| ---------------------- | ------------------ | ------------------- |
| The French Connection  | 20th Century Fox   | Philip D'Antoni     |
| A Clockwork Orange     | Warner, Hawk Films | Stanley Kubrick     |
| Fiddler on the Roof    | United Artists     | Norman Jewison      |
| The Last Picture Show  | Columbia           | Stephen J. Friedman |
| Nicholas and Alexandra | Columbia           | Sam Spiegel         |

| Phim              | Hãng sản xuất                | Nhà sản xuất      |
| ----------------- | ---------------------------- | ----------------- |
| The Godfather     | Paramount                    | Albert S. Ruddy   |
| Cabaret           | Allied Artists, ABC Pictures | Cy Feuer          |
| Deliverance       | Warner Bros.                 | John Boorman      |
| The Emigrants [K] | Svensk Filmindustri          | Bengt Forslund    |
| Sounder           | 20th Century Fox             | Robert B. Radnitz |

| Phim                   | Hãng sản xuất                         | Nhà sản xuất                                    |
| ---------------------- | ------------------------------------- | ----------------------------------------------- |
| The Sting              | Universal                             | Tony Bill, Michael Phillips, and Julia Phillips |
| American Graffiti      | Lucasfilm, Universal, Coppola Co.     | Francis Ford Coppola và Gary Kurtz              |
| Cries and Whispers [K] | Cinematograph, Svenska Filminstitutet | Ingmar Bergman                                  |
| The Exorcist           | Warner Bros.                          | William Peter Blatty                            |
| A Touch of Class       | Avco Embassy, Gordon Film Productions | Melvin Frank                                    |

| Phim                  | Hãng sản xuất                  | Nhà sản xuất                                         |
| --------------------- | ------------------------------ | ---------------------------------------------------- |
| The Godfather Part II | Paramount                      | Francis Ford Coppola, Gray Frederickson và Fred Roos |
| Chinatown             | Paramount                      | Robert Evans                                         |
| The Conversation      | Paramount, Coppola Co.         | Francis Ford Coppola                                 |
| Lenny                 | United Artists                 | Marvin Worth                                         |
| The Towering Inferno  | 20th Century Fox, Warner Bros. | Irwin Allen                                          |

| Phim                            | Hãng sản xuất                                   | Nhà sản xuất                     |
| ------------------------------- | ----------------------------------------------- | -------------------------------- |
| One Flew Over the Cuckoo's Nest | United Artists                                  | Michael Douglas và Saul Zaentz   |
| Barry Lyndon                    | Warner Bros., Peregrine Productions, Hawk Films | Stanley Kubrick                  |
| Dog Day Afternoon               | Warner Bros.                                    | Martin Bregman and Martin Elfand |
| Jaws                            | Universal                                       | Richard D. Zanuck và David Brown |
| Nashville                       | Paramount                                       | Robert Altman                    |

| Phim                    | Hãng sản xuất                       | Nhà sản xuất                           |
| ----------------------- | ----------------------------------- | -------------------------------------- |
| Rocky                   | United Artists                      | Irwin Winkler và Robert Chartoff       |
| All the President's Men | Warner Bros.                        | Walter Coblenz                         |
| Bound for Glory         | United Artists                      | Robert F. Blumofe and Harold Leventhal |
| Network                 | Metro-Goldwyn-Mayer, United Artists | Howard Gottfried                       |
| Taxi Driver             | Columbia                            | Michael Phillips và Julia Phillips     |

| Phim              | Hãng sản xuất                     | Nhà sản xuất                    |
| ----------------- | --------------------------------- | ------------------------------- |
| Annie Hall        | United Artists                    | Charles H. Joffe                |
| The Goodbye Girl  | Metro-Goldwyn-Mayer, Warner Bros. | Ray Stark                       |
| Julia             | 20th Century Fox                  | Richard Roth                    |
| Star Wars         | Lucasfilm, 20th Century Fox       | Gary Kurtz                      |
| The Turning Point | 20th Century Fox                  | Herbert Ross và Arthur Laurents |

| Phim               | Hãng sản xuất                          | Nhà sản xuất                                                      |
| ------------------ | -------------------------------------- | ----------------------------------------------------------------- |
| The Deer Hunter    | Universal, EMI                         | Barry Spikings, Michael Deeley, Michael Cimino, and John Peverall |
| Coming Home        | United Artists                         | Jerome Hellman                                                    |
| Heaven Can Wait    | Paramount                              | Warren Beatty                                                     |
| Midnight Express   | Columbia, Casablanca Filmworks         | Alan Marshall và David Puttnam                                    |
| An Unmarried Woman | 20th Century Fox, Casablanca Filmworks | Paul Mazursky và Tony Ray                                         |

| Phim              | Hãng sản xuất              | Nhà sản xuất                                                        |
| ----------------- | -------------------------- | ------------------------------------------------------------------- |
| Kramer vs. Kramer | Columbia                   | Stanley R. Jaffe                                                    |
| All That Jazz     | 20th Century Fox, Columbia | Robert Alan Aurthur                                                 |
| Apocalypse Now    | Zoetrope                   | Francis Ford Coppola, Fred Roos, Gray Frederickson và Tom Sternberg |
| Breaking Away     | 20th Century Fox           | Peter Yates                                                         |
| Norma Rae         | 20th Century Fox           | Tamara Asseyev và Alex Rose                                         |

### Thập niên 1980

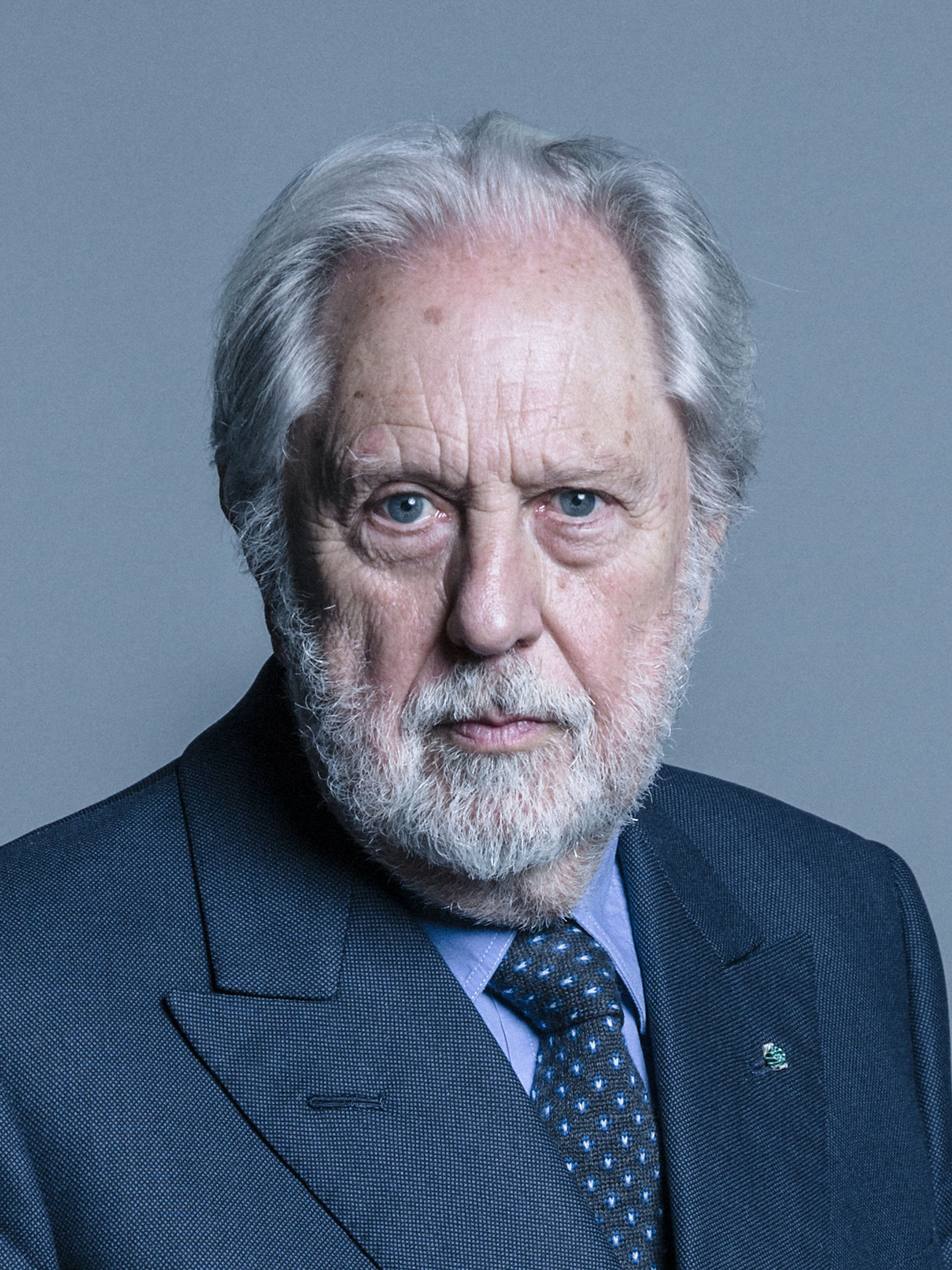
David Puttnam giành giải năm 1981 nhờ sản xuất Chariots of Fire.

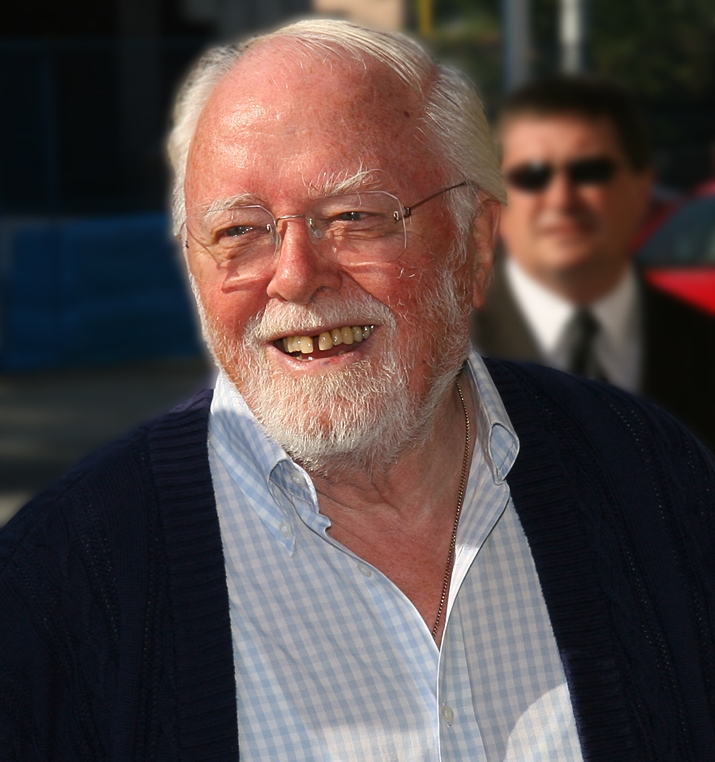
Richard Attenborough đoạt giải năm 1982 nhờ sản xuất Gandhi.

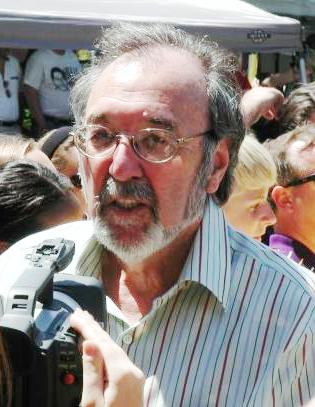
James L. Brooks thắng cử năm 1983 nhờ sản xuất Terms of Endearment.

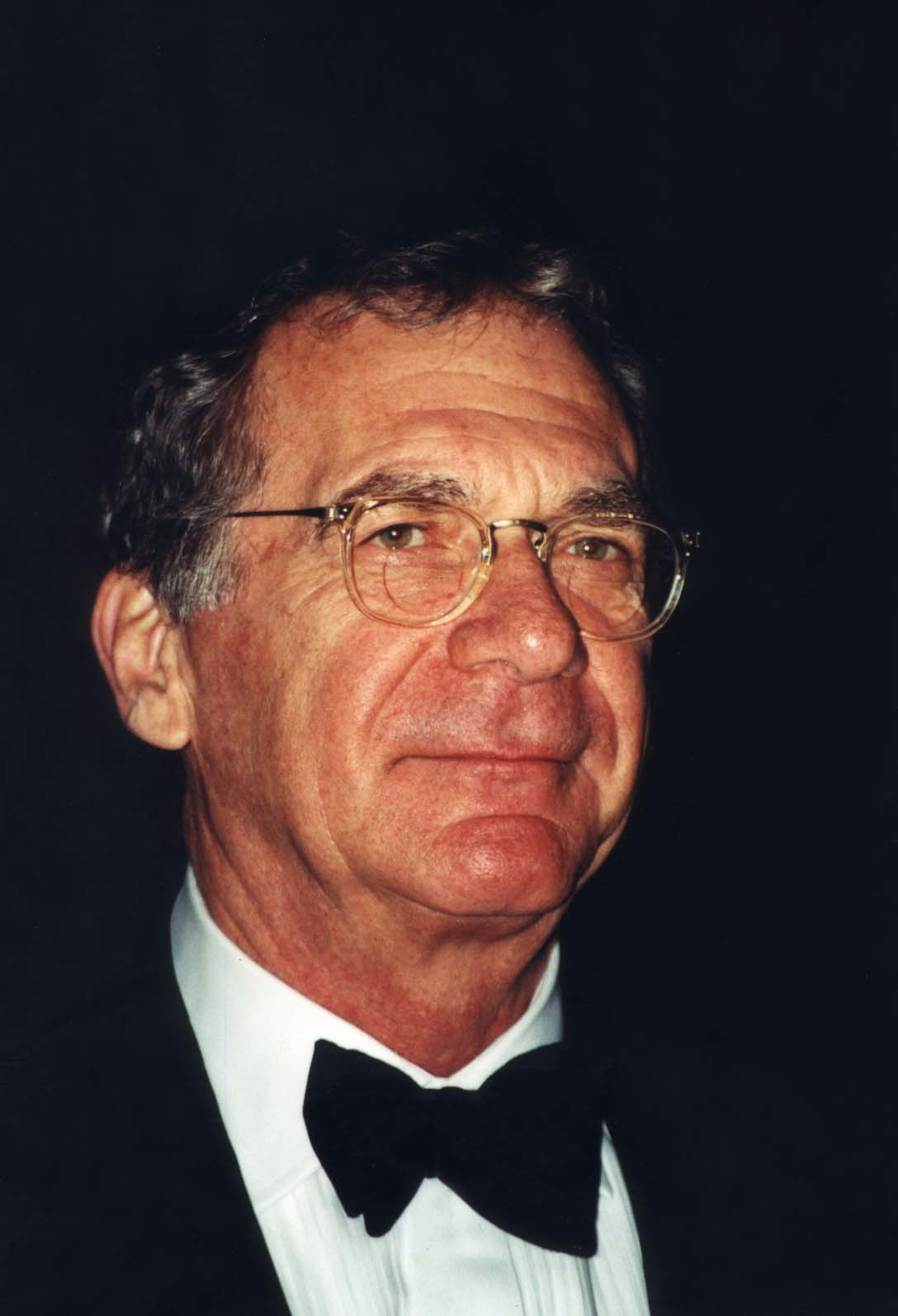
Sydney Pollack giành chiến thắng năm 1985 nhờ sản xuất Out of Africa.

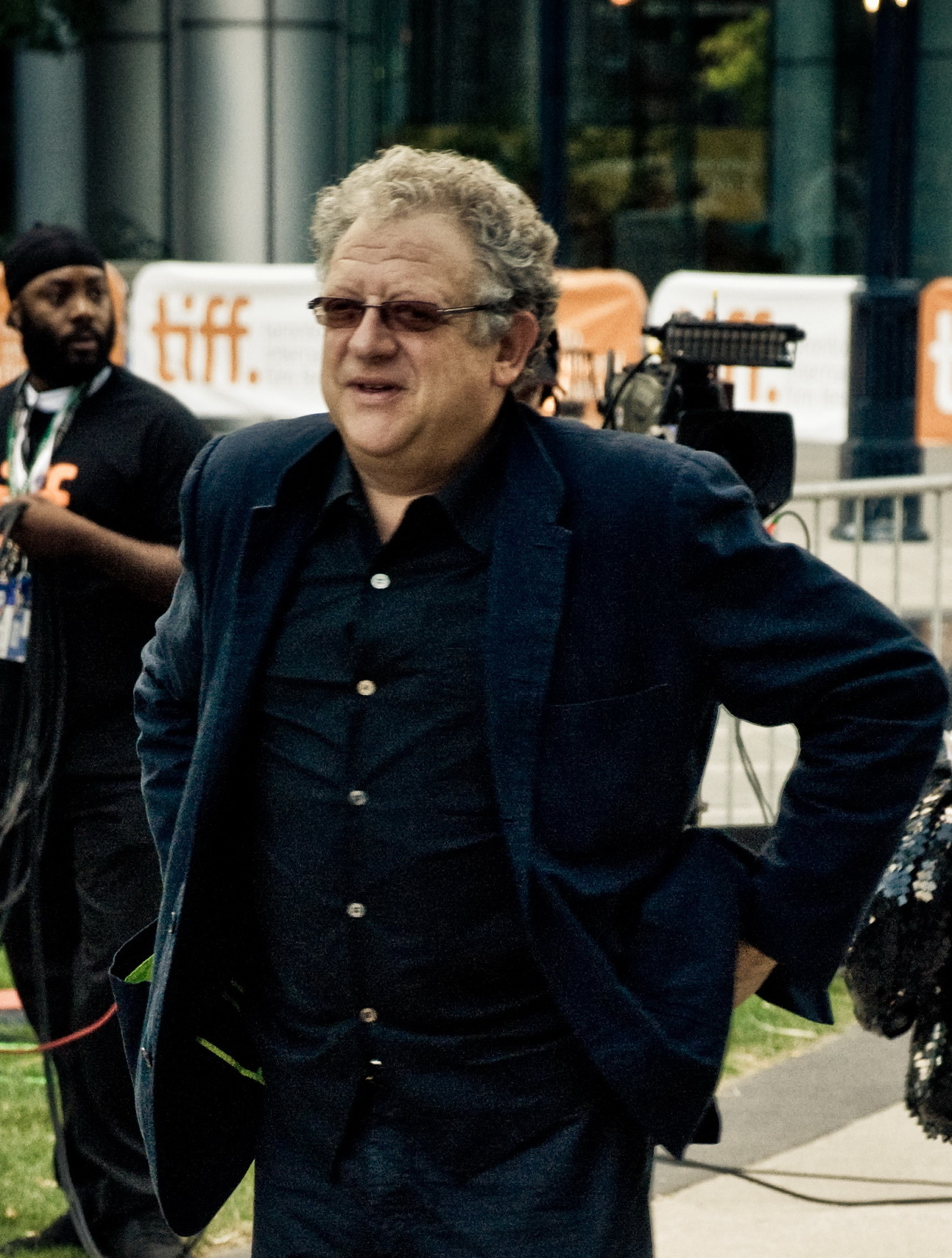
Jeremy Thomas nhận giải năm 1987 nhờ sản xuất Hoàng đế cuối cùng.

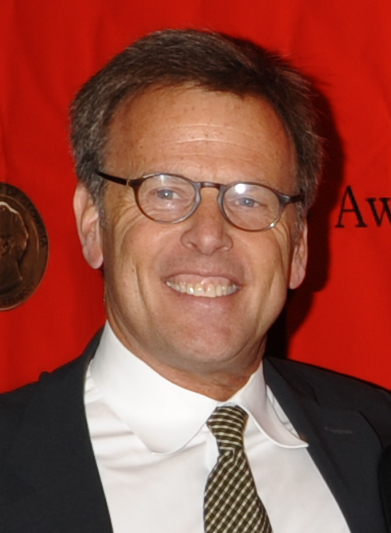
Mark Johnson thắng giải năm 1998 nhờ sản xuất Rain Man.

| Năm       | Tác phẩm                                | Nhà sản xuất                                                       | Chú thích |
| --------- | --------------------------------------- | ------------------------------------------------------------------ | --------- |
| 1980 (53) | Ordinary People                         | Ronald L. Schwary                                                  | [ 6 ]     |
| 1980 (53) | Coal Miner's Daughter                   | Bernard Schwartz                                                   | [ 6 ]     |
| 1980 (53) | The Elephant Man                        | Jonathan Sanger                                                    | [ 6 ]     |
| 1980 (53) | Raging Bull                             | Irwin Winkler và Robert Chartoff                                   | [ 6 ]     |
| 1980 (53) | Tess                                    | Claude Berri và Timothy Burrill                                    | [ 6 ]     |
| 1981 (54) | Chariots of Fire                        | David Puttnam                                                      | [ 7 ]     |
| 1981 (54) | Atlantic City                           | Denis Héroux                                                       | [ 7 ]     |
| 1981 (54) | On Golden Pond                          | Bruce Gilbert                                                      | [ 7 ]     |
| 1981 (54) | Indiana Jones và chiếc rương thánh tích | Frank Marshall                                                     | [ 7 ]     |
| 1981 (54) | Reds                                    | Warren Beatty                                                      | [ 7 ]     |
| 1982 (55) | Gandhi                                  | Richard Attenborough                                               | [ 8 ]     |
| 1982 (55) | E.T. Sinh vật ngoài hành tinh           | Steven Spielberg và Kathleen Kennedy                               | [ 8 ]     |
| 1982 (55) | Missing                                 | Edward Lewis và Mildred Lewis                                      | [ 8 ]     |
| 1982 (55) | Tootsie                                 | Sydney Pollack và Dick Richards                                    | [ 8 ]     |
| 1982 (55) | The Verdict                             | Richard D. Zanuck và David Brown                                   | [ 8 ]     |
| 1983 (56) | Terms of Endearment                     | James L. Brooks                                                    | [ 9 ]     |
| 1983 (56) | The Big Chill                           | Michael Shamberg                                                   | [ 9 ]     |
| 1983 (56) | The Dresser                             | Peter Yates                                                        | [ 9 ]     |
| 1983 (56) | The Right Stuff                         | Irwin Winkler và Robert Chartoff                                   | [ 9 ]     |
| 1983 (56) | Tender Mercies                          | Philip S. Hobel                                                    | [ 9 ]     |
| 1984 (57) | Amadeus                                 | Saul Zaentz                                                        | [ 10 ]    |
| 1984 (57) | The Killing Fields                      | David Puttnam                                                      | [ 10 ]    |
| 1984 (57) | A Passage to India                      | John Brabourne và Richard B. Goodwin                               | [ 10 ]    |
| 1984 (57) | Places in the Heart                     | Arlene Donovan                                                     | [ 10 ]    |
| 1984 (57) | A Soldier's Story                       | Norman Jewison, Ronald L. Schwary và Patrick Palmer                | [ 10 ]    |
| 1985 (58) | Out of Africa                           | Sydney Pollack                                                     | [ 11 ]    |
| 1985 (58) | The Color Purple                        | Steven Spielberg, Kathleen Kennedy, Frank Marshall và Quincy Jones | [ 11 ]    |
| 1985 (58) | Kiss of the Spider Woman                | David Weisman                                                      | [ 11 ]    |
| 1985 (58) | Prizzi's Honor                          | John Foreman                                                       | [ 11 ]    |
| 1985 (58) | Witness                                 | Edward S. Feldman                                                  | [ 11 ]    |
| 1986 (59) | Platoon                                 | Arnold Kopelson                                                    | [ 12 ]    |
| 1986 (59) | Children of a Lesser God                | Burt Sugarman và Patrick J. Palmer                                 | [ 12 ]    |
| 1986 (59) | Hannah and Her Sisters                  | Robert Greenhut                                                    | [ 12 ]    |
| 1986 (59) | The Mission                             | Fernando Ghia và David Puttnam                                     | [ 12 ]    |
| 1986 (59) | A Room with a View                      | Ismail Merchant                                                    | [ 12 ]    |
| 1987 (60) | Hoàng đế cuối cùng                      | Jeremy Thomas                                                      | [ 13 ]    |
| 1987 (60) | Broadcast News                          | James L. Brooks                                                    | [ 13 ]    |
| 1987 (60) | Fatal Attraction                        | Stanley R. Jaffe và Sherry Lansing                                 | [ 13 ]    |
| 1987 (60) | Hope and Glory                          | John Boorman                                                       | [ 13 ]    |
| 1987 (60) | Moonstruck                              | Patrick J. Palmer và Norman Jewison                                | [ 13 ]    |
| 1988 (61) | Rain Man                                | Mark Johnson                                                       | [ 14 ]    |
| 1988 (61) | The Accidental Tourist                  | Lawrence Kasdan, Charles Okun và Michael Grillo                    | [ 14 ]    |
| 1988 (61) | Dangerous Liaisons                      | Norma Heyman và Hank Moonjean                                      | [ 14 ]    |
| 1988 (61) | Mississippi Burning                     | Frederick Zollo và Robert F. Colesberry                            | [ 14 ]    |
| 1988 (61) | Working Girl                            | Douglas Wick                                                       | [ 14 ]    |
| 1989 (62) | Driving Miss Daisy                      | Richard D. Zanuck và Lili Fini Zanuck                              | [ 15 ]    |
| 1989 (62) | Born on the Fourth of July              | A. Kitman Ho và Oliver Stone                                       | [ 15 ]    |
| 1989 (62) | Dead Poets Society                      | Steven Haft, Paul Junger Witt và Tony Thomas                       | [ 15 ]    |
| 1989 (62) | Field of Dreams                         | Lawrence Gordon và Charles Gordon                                  | [ 15 ]    |
| 1989 (62) | My Left Foot                            | Noel Pearson                                                       | [ 15 ]    |

### Thập niên 1990

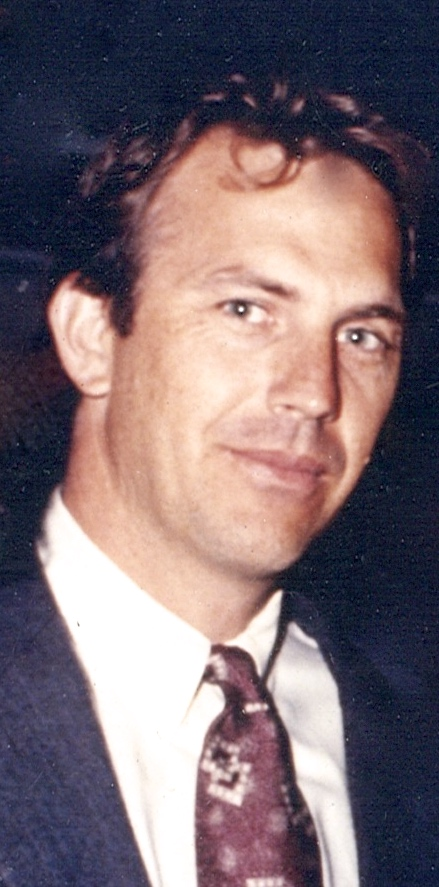
Kevin Costner thắng giải năm 1990 nhờ đồng sản xuất Khiêu vũ với bầy sói.

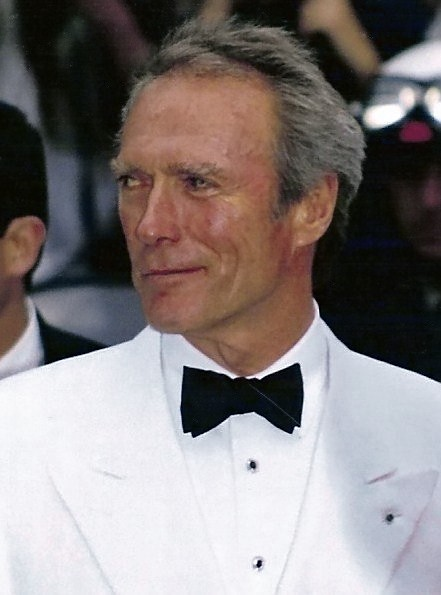
Clint Eastwood đoạt giải năm 1992 và 2004 nhờ đồng sản xuất các phim Unforgiven và Cô gái triệu đô.

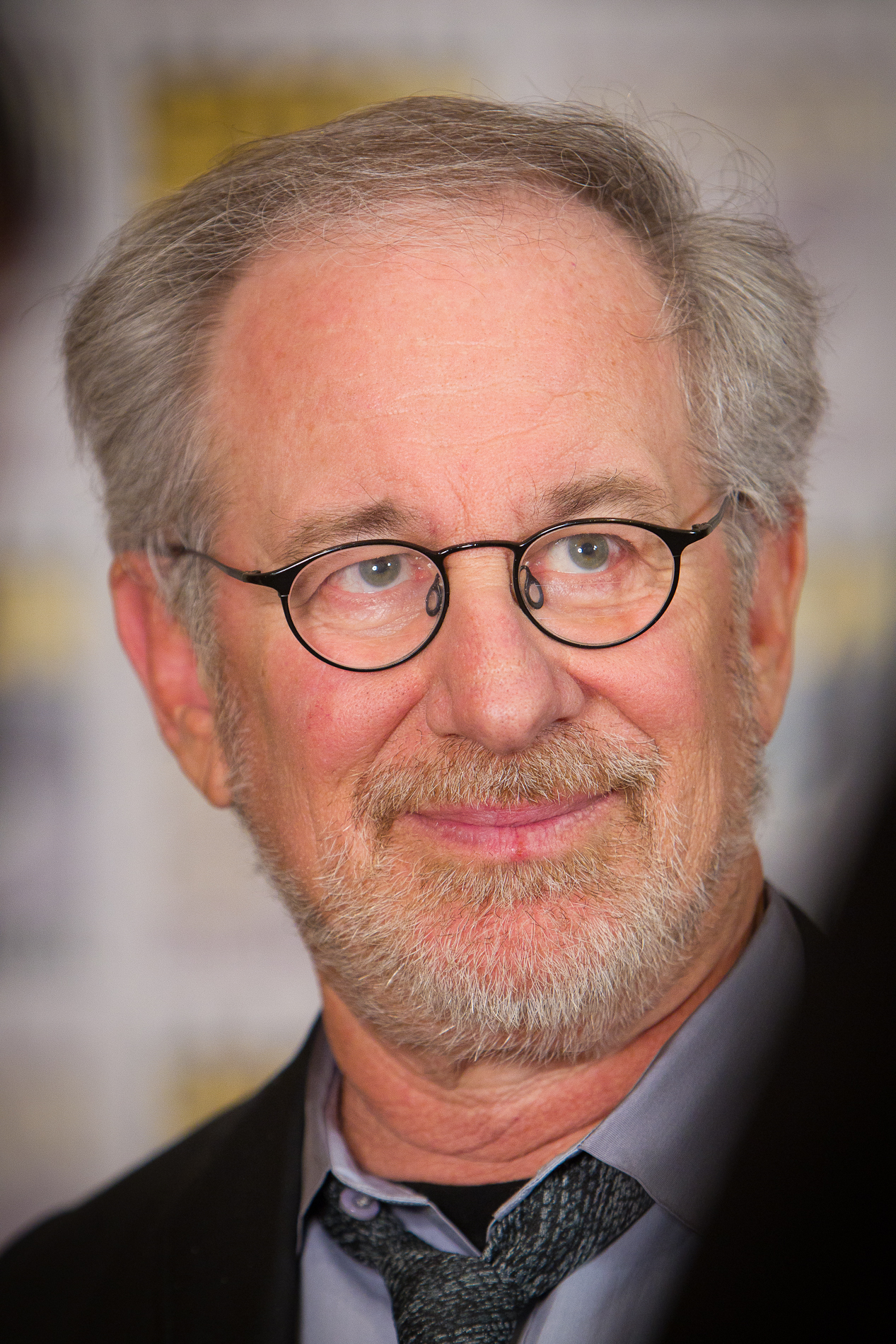
Steven Spielberg giành giải năm 1993 nhờ đồng sản xuất Bản danh sách của Schindler.

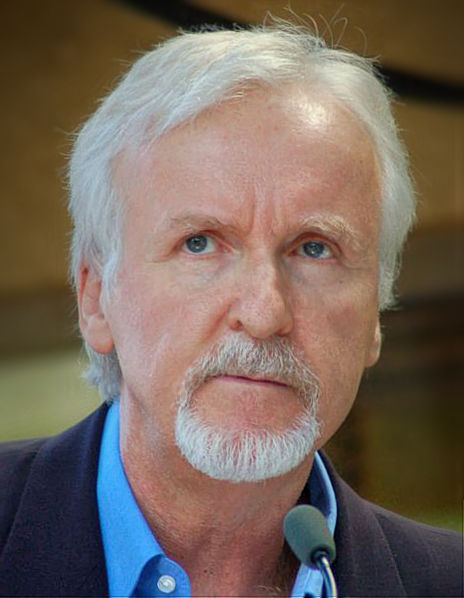
James Cameron thắng cử năm 1997 nhờ đồng sản xuất Titanic.

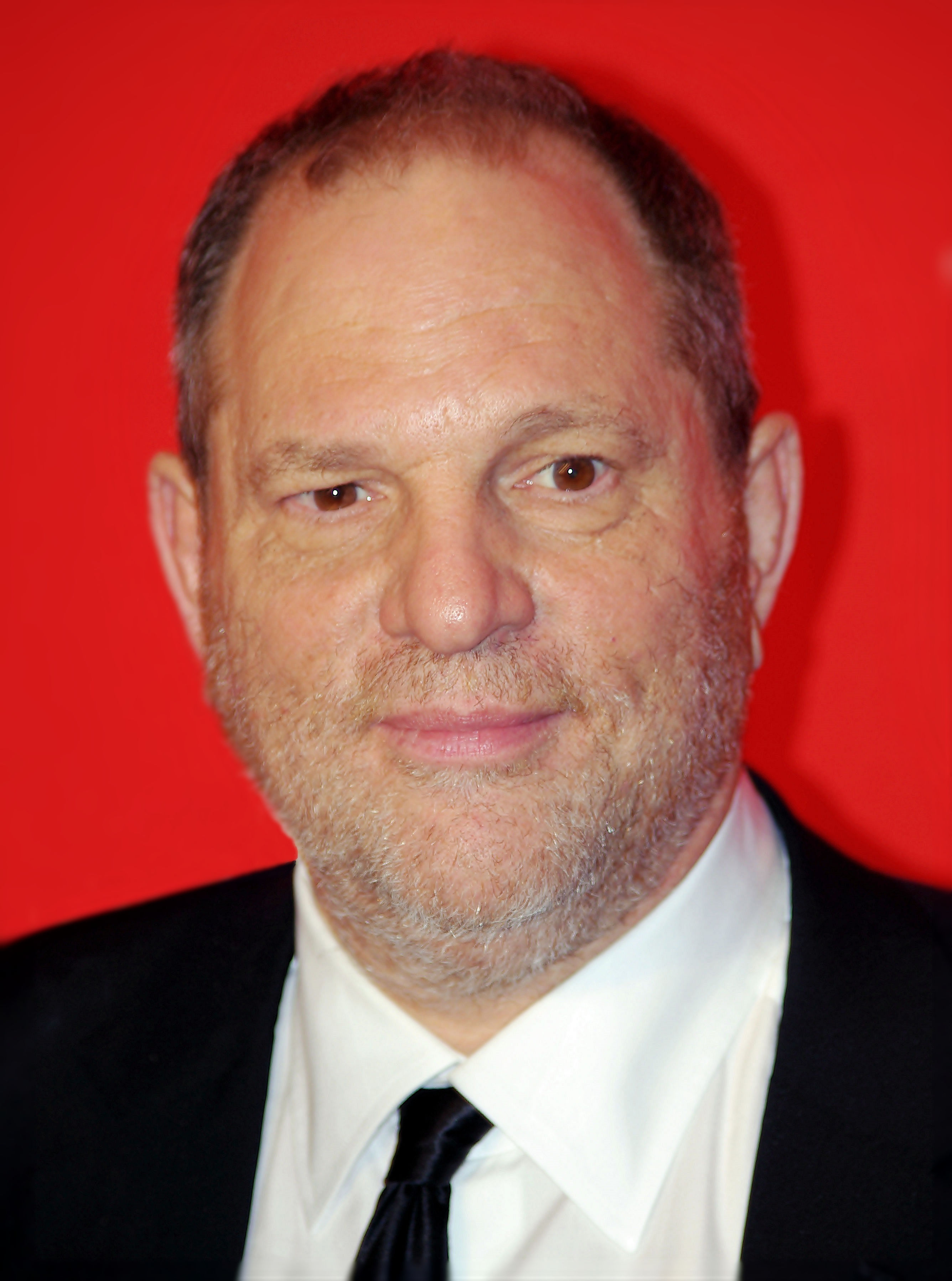
Harvey Weinstein đoạt giải nhờ đồng sản xuất Shakespeare in Love.

| Năm       | Tác phẩm                    | Nhà sản xuất                                                                  | Chú thích |
| --------- | --------------------------- | ----------------------------------------------------------------------------- | --------- |
| 1990 (63) | Khiêu vũ với bầy sói        | Jim Wilson và Kevin Costner                                                   | [ 16 ]    |
| 1990 (63) | Awakenings                  | Walter F. Parkes và Lawrence Lasker                                           | [ 16 ]    |
| 1990 (63) | Ghost                       | Lisa Weinstein                                                                | [ 16 ]    |
| 1990 (63) | Bố già phần III             | Francis Ford Coppola                                                          | [ 16 ]    |
| 1990 (63) | Goodfellas                  | Irwin Winkler                                                                 | [ 16 ]    |
| 1991 (64) | Sự im lặng của bầy cừu      | Edward Saxon, Kenneth Utt và Ron Bozman                                       | [ 17 ]    |
| 1991 (64) | Người đẹp và quái vật       | Don Hahn                                                                      | [ 17 ]    |
| 1991 (64) | Bugsy                       | Mark Johnson, Barry Levinson và Warren Beatty                                 | [ 17 ]    |
| 1991 (64) | JFK                         | A. Kitman Ho và Oliver Stone                                                  | [ 17 ]    |
| 1991 (64) | The Prince of Tides         | Barbra Streisand và Andrew S. Karsch                                          | [ 17 ]    |
| 1992 (65) | Unforgiven                  | Clint Eastwood                                                                | [ 18 ]    |
| 1992 (65) | The Crying Game             | Stephen Woolley                                                               | [ 18 ]    |
| 1992 (65) | A Few Good Men              | David Brown, Rob Reiner và Andrew Scheinman                                   | [ 18 ]    |
| 1992 (65) | Howards End                 | Ismail Merchant                                                               | [ 18 ]    |
| 1992 (65) | Scent of a Woman            | Martin Brest                                                                  | [ 18 ]    |
| 1993 (66) | Bản danh sách của Schindler | Steven Spielberg, Gerald R. Molen và Branko Lustig                            | [ 19 ]    |
| 1993 (66) | The Fugitive                | Arnold Kopelson                                                               | [ 19 ]    |
| 1993 (66) | In the Name of the Father   | Jim Sheridan                                                                  | [ 19 ]    |
| 1993 (66) | The Piano                   | Jan Chapman                                                                   | [ 19 ]    |
| 1993 (66) | The Remains of the Day      | Mike Nichols, John Calley và Ismail Merchant                                  | [ 19 ]    |
| 1994 (67) | Forrest Gump                | Wendy Finerman, Steve Tisch và Steve Starkey                                  | [ 20 ]    |
| 1994 (67) | Four Weddings and a Funeral | Duncan Kenworthy                                                              | [ 20 ]    |
| 1994 (67) | Pulp Fiction                | Lawrence Bender                                                               | [ 20 ]    |
| 1994 (67) | Quiz Show                   | Michael Jacobs, Julian Krainin, Michael Nozik và Robert Redford               | [ 20 ]    |
| 1994 (67) | The Shawshank Redemption    | Niki Marvin                                                                   | [ 20 ]    |
| 1995 (68) | Trái tim dũng cảm           | Mel Gibson, Alan Ladd Jr. và Bruce Davey                                      | [ 21 ]    |
| 1995 (68) | Apollo 13                   | Brian Grazer                                                                  | [ 21 ]    |
| 1995 (68) | Babe                        | Bill Miller, George Miller và Doug Mitchell                                   | [ 21 ]    |
| 1995 (68) | Il Postino: The Postman     | Mario Cecchi Gori, Vittorio Cecchi Gori và Gaetano Daniele                    | [ 21 ]    |
| 1995 (68) | Sense and Sensibility       | Lindsay Doran                                                                 | [ 21 ]    |
| 1996 (69) | The English Patient         | Saul Zaentz                                                                   | [ 22 ]    |
| 1996 (69) | Fargo                       | Ethan Coen                                                                    | [ 22 ]    |
| 1996 (69) | Jerry Maguire               | James L. Brooks, Laurence Mark, Richard Sakai và Cameron Crowe                | [ 22 ]    |
| 1996 (69) | Secrets & Lies              | Simon Channing-Williams                                                       | [ 22 ]    |
| 1996 (69) | Shine                       | Jane Scott                                                                    | [ 22 ]    |
| 1997 (70) | Titanic                     | James Cameron và Jon Landau                                                   | [ 23 ]    |
| 1997 (70) | As Good as It Gets          | James L. Brooks, Bridget Johnson, Kristi Zea                                  | [ 23 ]    |
| 1997 (70) | The Full Monty              | Umberto Pasolini                                                              | [ 23 ]    |
| 1997 (70) | Good Will Hunting           | Lawrence Bender                                                               | [ 23 ]    |
| 1997 (70) | L.A. Confidential           | Curtis Hanson, Arnon Milchan và Michael G. Nathanson                          | [ 23 ]    |
| 1998 (71) | Shakespeare in Love         | David Parfitt, Donna Gigliotti, Harvey Weinstein, Edward Zwick và Marc Norman | [ 24 ]    |
| 1998 (71) | Elizabeth                   | Alison Owen, Eric Fellner và Tim Bevan                                        | [ 24 ]    |
| 1998 (71) | Life Is Beautiful           | Elda Ferri và Gianluigi Braschi                                               | [ 24 ]    |
| 1998 (71) | Giải cứu binh nhì Ryan      | Steven Spielberg, Ian Bryce, Mark Gordon và Gary Levinsohn                    | [ 24 ]    |
| 1998 (71) | The Thin Red Line           | Robert Michael Geisler, John Roberdeau và Grant Hill                          | [ 24 ]    |
| 1999 (72) | Vẻ đẹp Mỹ                   | Bruce Cohen và Dan Jinks                                                      | [ 25 ]    |
| 1999 (72) | The Cider House Rules       | Richard N. Gladstein                                                          | [ 25 ]    |
| 1999 (72) | The Green Mile              | Frank Darabont và David Valdes                                                | [ 25 ]    |
| 1999 (72) | The Insider                 | Pieter Jan Brugge và Michael Mann                                             | [ 25 ]    |
| 1999 (72) | Giác quan thứ sáu           | Frank Marshall, Kathleen Kennedy và Barry Mendel                              | [ 25 ]    |

### Thập niên 2000

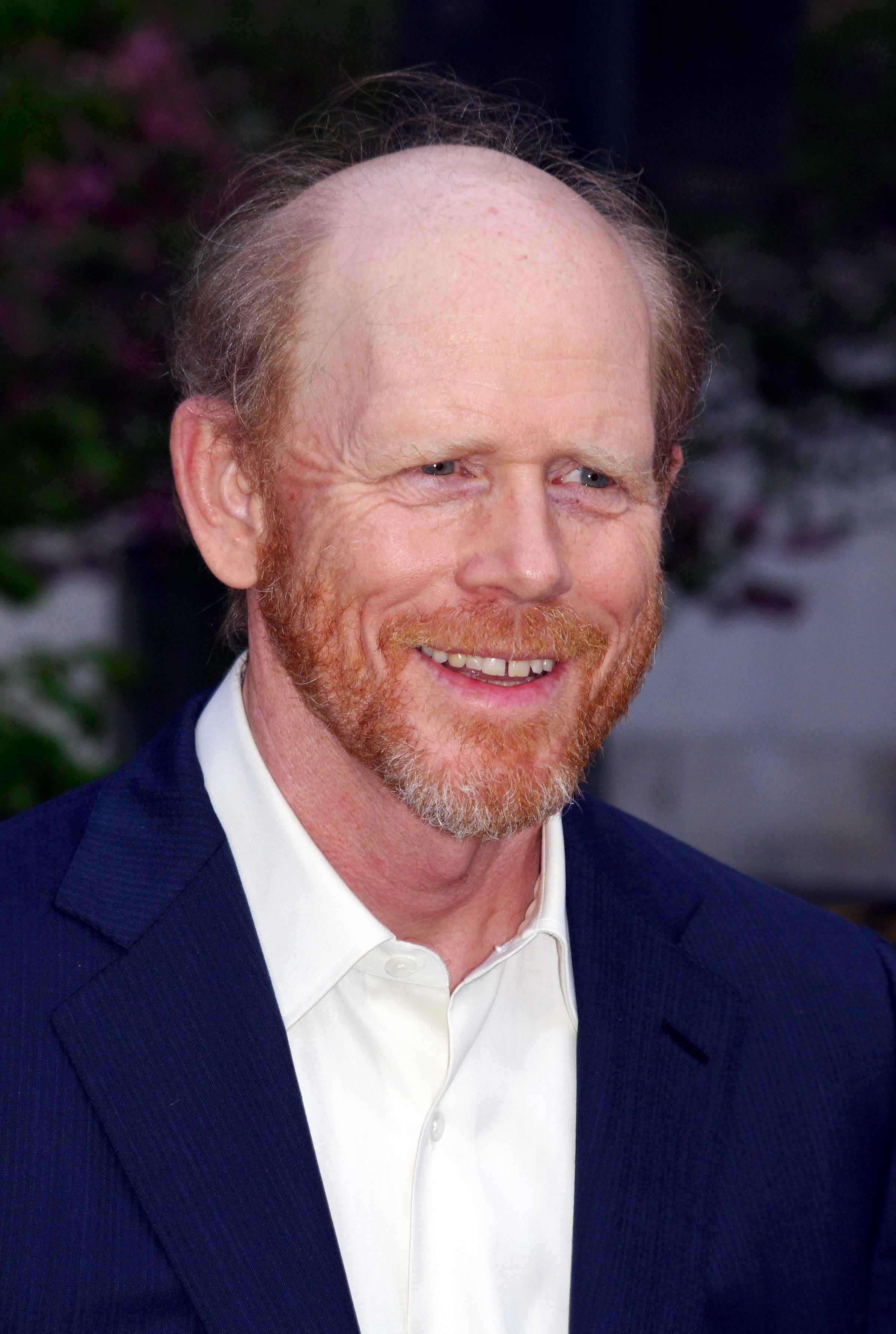
Ron Howard giành giải năm 2001 nhờ đồng sản xuất A Beautiful Mind.

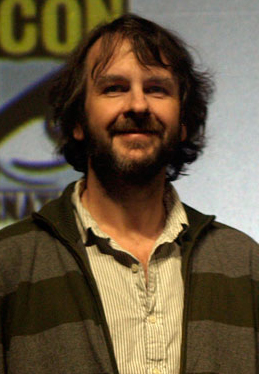
Peter Jackson đoạt giải năm 2003 nhờ đồng sản xuất Chúa tể những chiếc nhẫn: Sự trở lại của nhà vua.

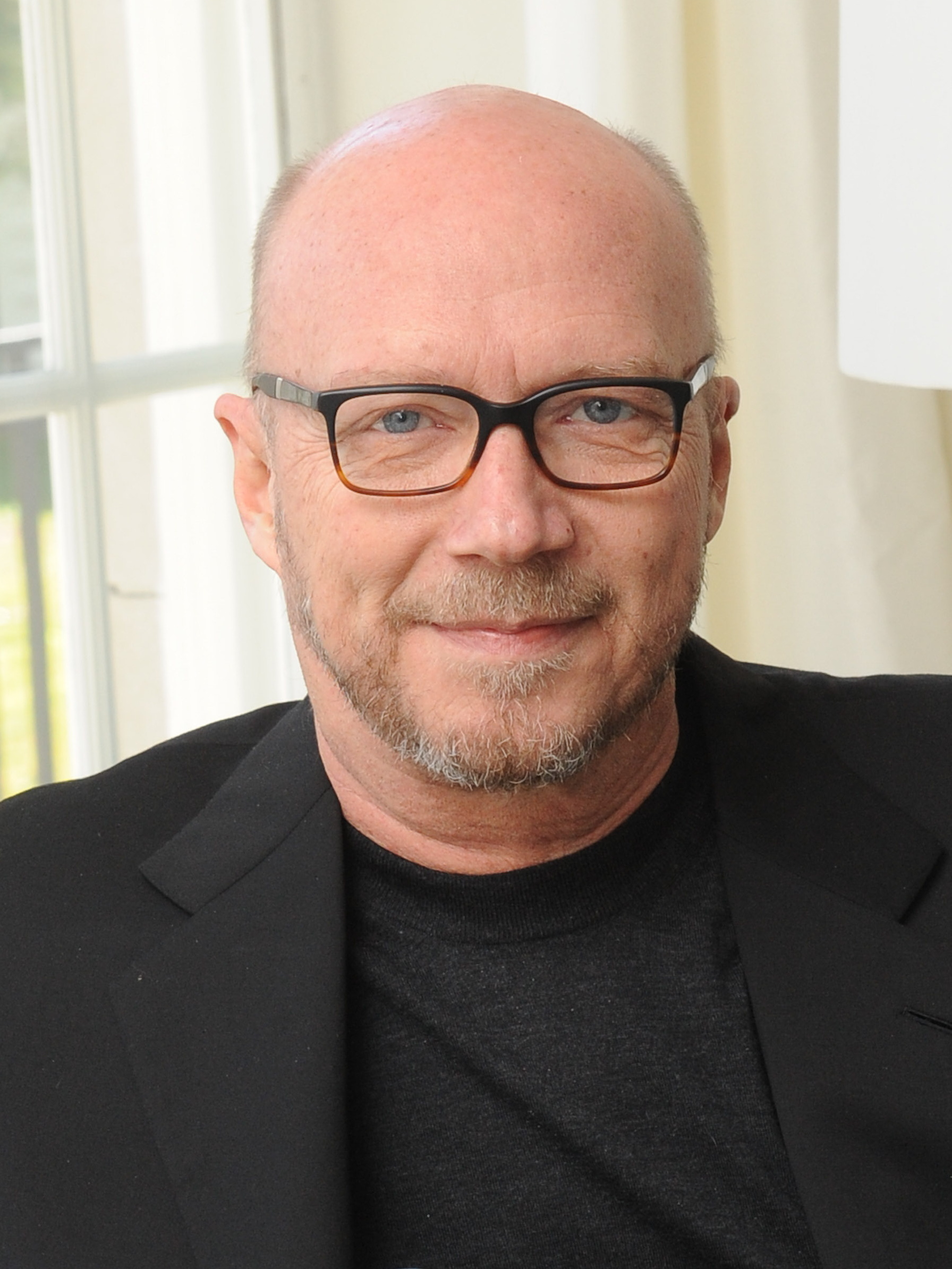
Paul Haggis thắng cử năm 2005 nhờ đồng sản xuất Crash.

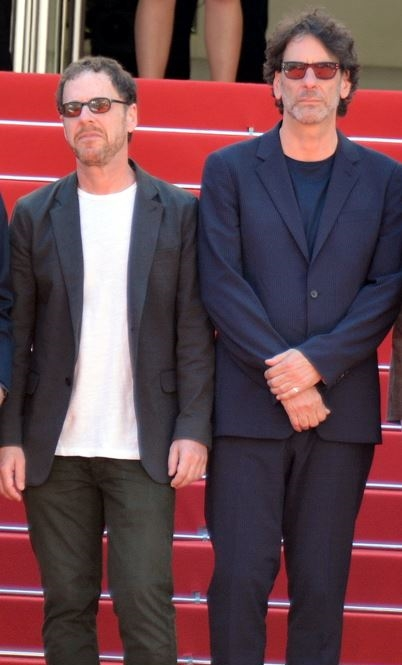
Anh em nhà Coen thắng giải năm 2007 nhờ đồng sản xuất Không chốn dung thân.

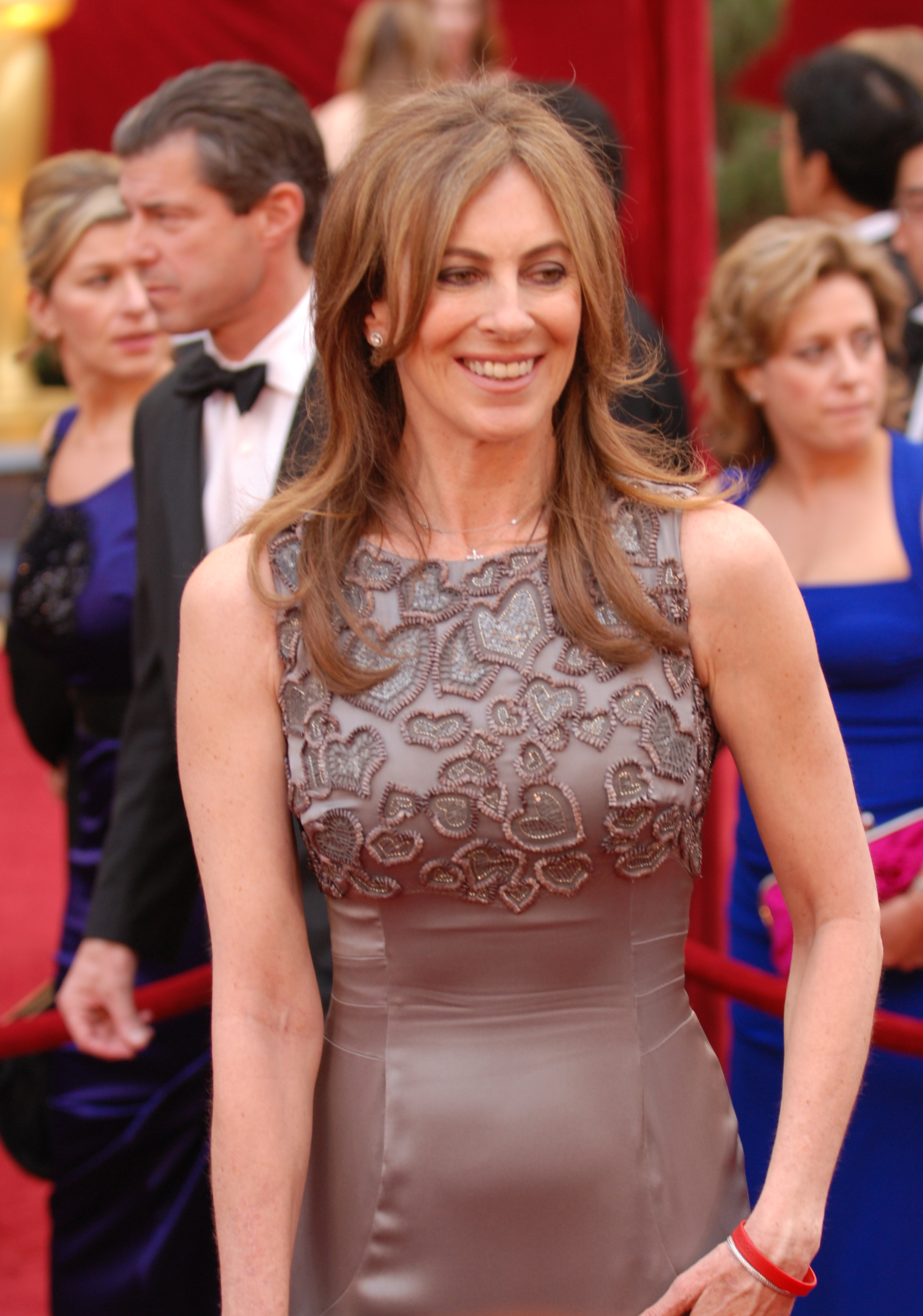
Kathryn Bigelow giành giải năm 2009 nhờ đồng sản xuất The Hurt Locker.

| Năm       | Tác phẩm                                         | Nhà sản xuất                                                         | Chú thích |
| --------- | ------------------------------------------------ | -------------------------------------------------------------------- | --------- |
| 2000 (73) | Gladiator                                        | Douglas Wick, David Franzoni và Branko Lustig                        | [ 26 ]    |
| 2000 (73) | Chocolat                                         | David Brown, Kit Golden và Leslie Holleran                           | [ 26 ]    |
| 2000 (73) | Ngọa hổ tàng long                                | Giang Chí Cường, Tử Lập Công và Lý An                                | [ 26 ]    |
| 2000 (73) | Erin Brockovich                                  | Danny DeVito, Michael Shamberg và Stacey Sher                        | [ 26 ]    |
| 2000 (73) | Traffic                                          | Edward Zwick, Marshall Herskovitz và Laura Bickford                  | [ 26 ]    |
| 2001 (74) | A Beautiful Mind                                 | Brian Grazer và Ron Howard                                           | [ 27 ]    |
| 2001 (74) | Gosford Park                                     | Robert Altman, Bob Balaban và David Levy                             | [ 27 ]    |
| 2001 (74) | In the Bedroom                                   | Graham Leader, Ross Katz và Todd Field                               | [ 27 ]    |
| 2001 (74) | Chúa tể những chiếc nhẫn: Hiệp Hội Nhẫn Thần     | Peter Jackson, Fran Walsh và Barrie M. Osborne                       | [ 27 ]    |
| 2001 (74) | Moulin Rouge!                                    | Martin Brown, Baz Luhrmann và Fred Baron                             | [ 27 ]    |
| 2002 (75) | Chicago                                          | Martin Richards                                                      | [ 28 ]    |
| 2002 (75) | Gangs of New York                                | Alberto Grimaldi và Harvey Weinstein                                 | [ 28 ]    |
| 2002 (75) | The Hours                                        | Scott Rudin và Robert Fox                                            | [ 28 ]    |
| 2002 (75) | Chúa tể những chiếc nhẫn: Hai tòa tháp           | Barrie M. Osborne, Fran Walsh và Peter Jackson                       | [ 28 ]    |
| 2002 (75) | The Pianist                                      | Roman Polanski, Robert Benmussa và Alain Sarde                       | [ 28 ]    |
| 2003 (76) | Chúa tể những chiếc nhẫn: Sự trở lại của nhà vua | Barrie M. Osborne, Peter Jackson và Fran Walsh                       | [ 29 ]    |
| 2003 (76) | Lạc lối ở Tokyo                                  | Ross Katz và Sofia Coppola                                           | [ 29 ]    |
| 2003 (76) | Master and Commander: The Far Side of the World  | Samuel Goldwyn Jr., Peter Weir và Duncan Henderson                   | [ 29 ]    |
| 2003 (76) | Mystic River                                     | Robert Lorenz, Judie G. Hoyt và Clint Eastwood                       | [ 29 ]    |
| 2003 (76) | Seabiscuit                                       | Kathleen Kennedy, Frank Marshall và Gary Ross                        | [ 29 ]    |
| 2004 (77) | Cô gái triệu đô                                  | Clint Eastwood, Albert S. Ruddy và Tom Rosenberg                     | [ 30 ]    |
| 2004 (77) | The Aviator                                      | Michael Mann và Graham King                                          | [ 30 ]    |
| 2004 (77) | Finding Neverland                                | Richard N. Gladstein và Nellie Bellflower                            | [ 30 ]    |
| 2004 (77) | Ray                                              | Taylor Hackford, Stuart Benjamin và Howard Baldwin                   | [ 30 ]    |
| 2004 (77) | Sideways                                         | Michael London                                                       | [ 30 ]    |
| 2005 (78) | Crash                                            | Paul Haggis và Cathy Schulman                                        | [ 31 ]    |
| 2005 (78) | Brokeback Mountain                               | Diana Ossana và James Schamus                                        | [ 31 ]    |
| 2005 (78) | Capote                                           | Caroline Baron, William Vince và Michael Ohoven                      | [ 31 ]    |
| 2005 (78) | Good Night, and Good Luck                        | Grant Heslov                                                         | [ 31 ]    |
| 2005 (78) | Munich                                           | Steven Spielberg, Kathleen Kennedy và Barry Mendel                   | [ 31 ]    |
| 2006 (79) | Điệp vụ Boston                                   | Graham King                                                          | [ 32 ]    |
| 2006 (79) | Babel                                            | Alejandro González Iñárritu, Steve Golin và Jon Kilik                | [ 32 ]    |
| 2006 (79) | Letters from Iwo Jima [K]                        | Clint Eastwood, Steven Spielberg và Robert Lorenz                    | [ 32 ]    |
| 2006 (79) | Little Miss Sunshine                             | David T. Friendly, Peter Saraf và Marc Turtletaub                    | [ 32 ]    |
| 2006 (79) | The Queen                                        | Andy Harries, Christine Langan và Tracey Seaward                     | [ 32 ]    |
| 2007 (80) | Không chốn dung thân                             | Scott Rudin, Joel Coen và Ethan Coen                                 | [ 33 ]    |
| 2007 (80) | Chuộc lỗi                                        | Tim Bevan, Eric Fellner và Paul Webster                              | [ 33 ]    |
| 2007 (80) | Juno                                             | Lianne Halfon, Mason Novick và Russell Smith                         | [ 33 ]    |
| 2007 (80) | Michael Clayton                                  | Jennifer Fox, Kerry Orent và Sydney Pollack                          | [ 33 ]    |
| 2007 (80) | There Will Be Blood                              | Paul Thomas Anderson, Daniel Lupi và JoAnne Sellar                   | [ 33 ]    |
| 2008 (81) | Triệu phú ổ chuột [O]                            | Christian Colson                                                     | [ 34 ]    |
| 2008 (81) | Dị nhân Benjamin                                 | Kathleen Kennedy, Frank Marshall và Ceán Chaffin                     | [ 34 ]    |
| 2008 (81) | Frost/Nixon                                      | Ron Howard, Brian Grazer và Eric Fellner                             | [ 34 ]    |
| 2008 (81) | Milk                                             | Bruce Cohen và Dan Jinks                                             | [ 34 ]    |
| 2008 (81) | The Reader                                       | Anthony Minghella, Sydney Pollack, Donna Gigliotti và Redmond Morris | [ 34 ]    |
| 2009 (82) | The Hurt Locker                                  | Kathryn Bigelow, Mark Boal, Nicolas Chartier và Greg Shapiro         | [ 35 ]    |
| 2009 (82) | Avatar                                           | James Cameron và Jon Landau                                          | [ 35 ]    |
| 2009 (82) | The Blind Side                                   | Gil Netter, Andrew A. Kosove và Broderick Johnson                    | [ 35 ]    |
| 2009 (82) | District 9                                       | Peter Jackson và Carolynne Cunningham                                | [ 35 ]    |
| 2009 (82) | An Education                                     | Finola Dwyer và Amanda Posey                                         | [ 35 ]    |
| 2009 (82) | Định mệnh                                        | Lawrence Bender                                                      | [ 35 ]    |
| 2009 (82) | Precious                                         | Lee Daniels, Sarah Siegel-Magness và Gary Magness                    | [ 35 ]    |
| 2009 (82) | A Serious Man                                    | Joel Coen và Ethan Coen                                              | [ 35 ]    |
| 2009 (82) | Vút bay                                          | Jonas Rivera                                                         | [ 35 ]    |
| 2009 (82) | Up in the Air                                    | Daniel Dubiecki, Ivan Reitman và Jason Reitman                       | [ 35 ]    |

### Thập niên 2010

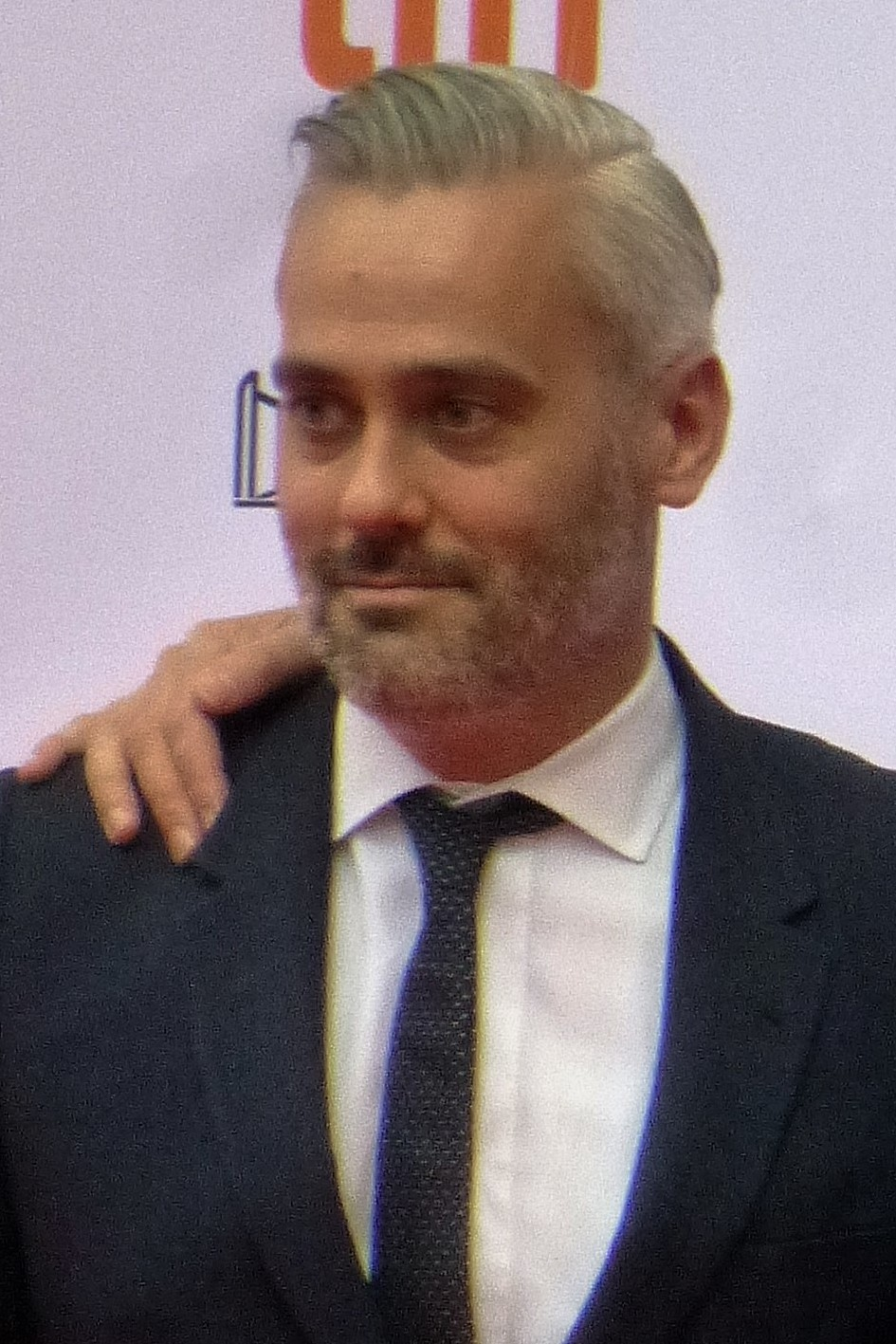
Iain Canning giành giải năm 2010 nhờ đồng sản xuất Diễn văn của nhà vua.

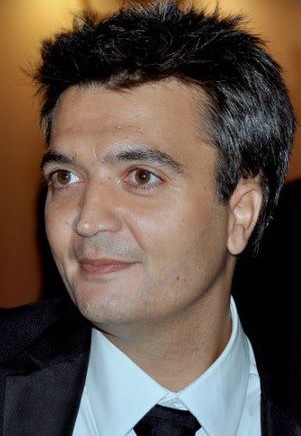
Thomas Langmann nhận giải năm 2011 nhờ sản xuất Nghệ sĩ.

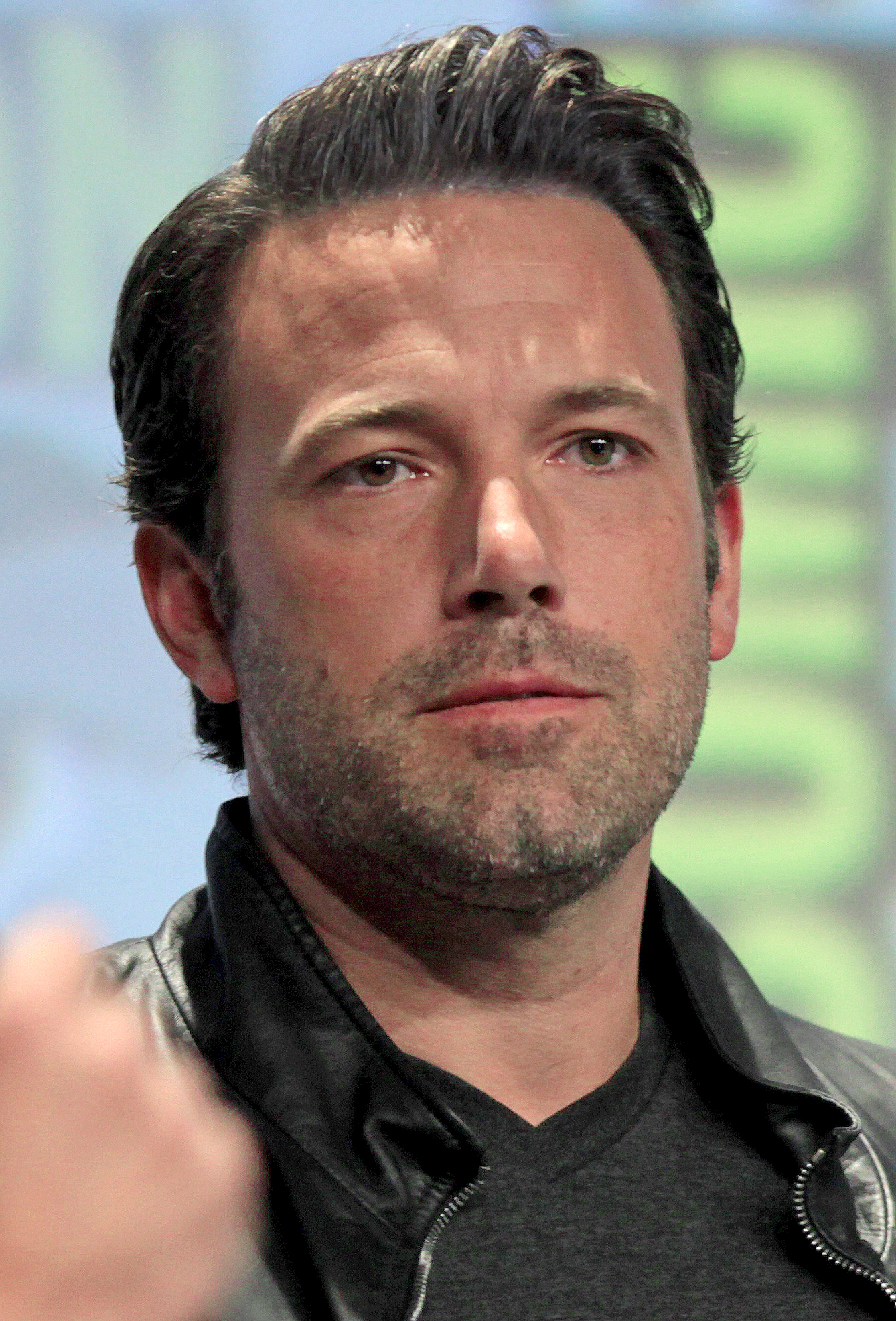
Ben Affleck thắng cử năm 2012 nhờ đồng sản xuất phim Argo.

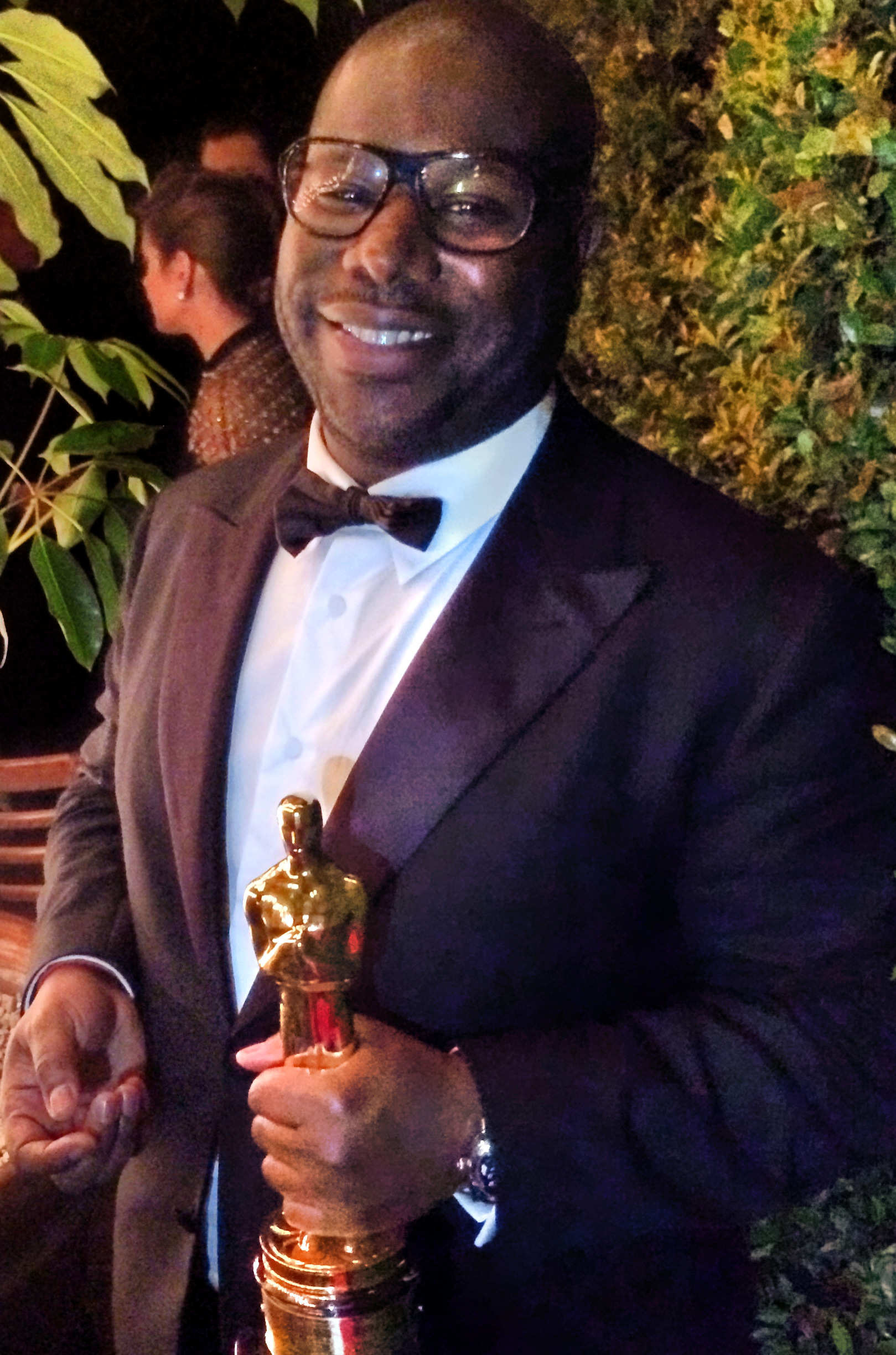
Steve McQueen đoạt giải năm 2013 nhờ đồng sản xuất 12 năm nô lệ.

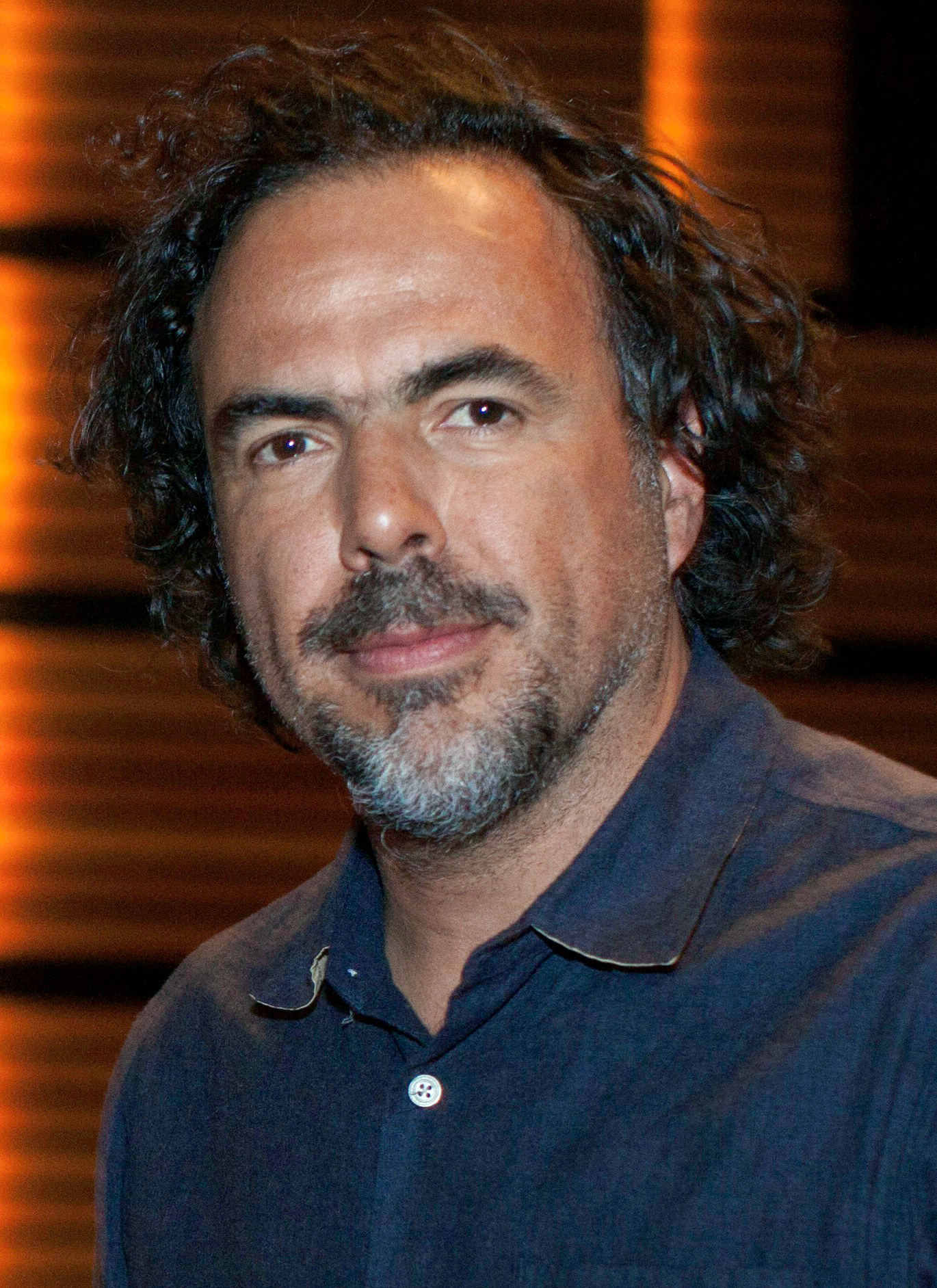
Alejandro González Iñárritu thắng cử năm 2014 nhờ đồng sản xuất Birdman.

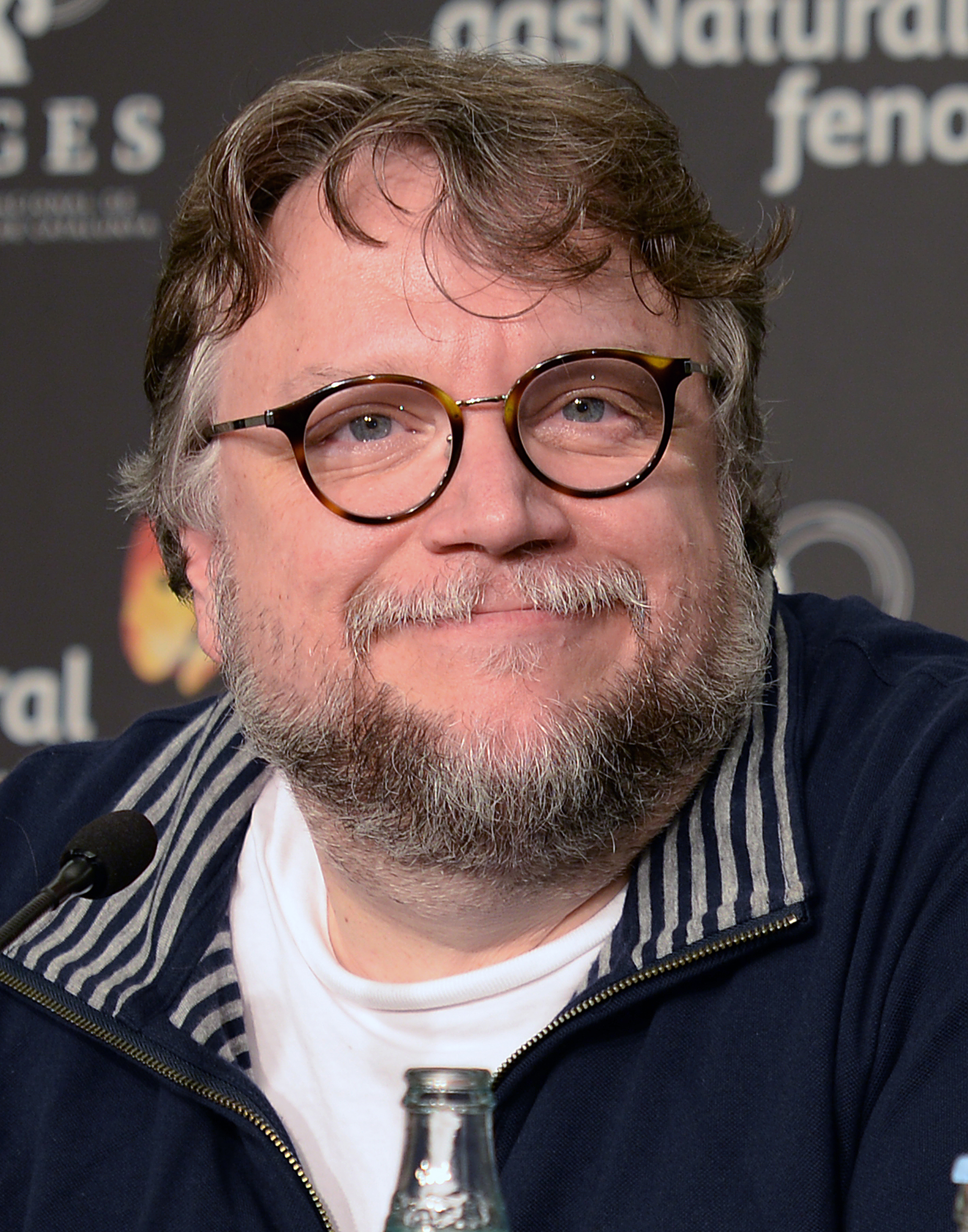
Guillermo del Toro giành giải năm 2017 nhờ đồng sản xuất Người đẹp và thủy quái.

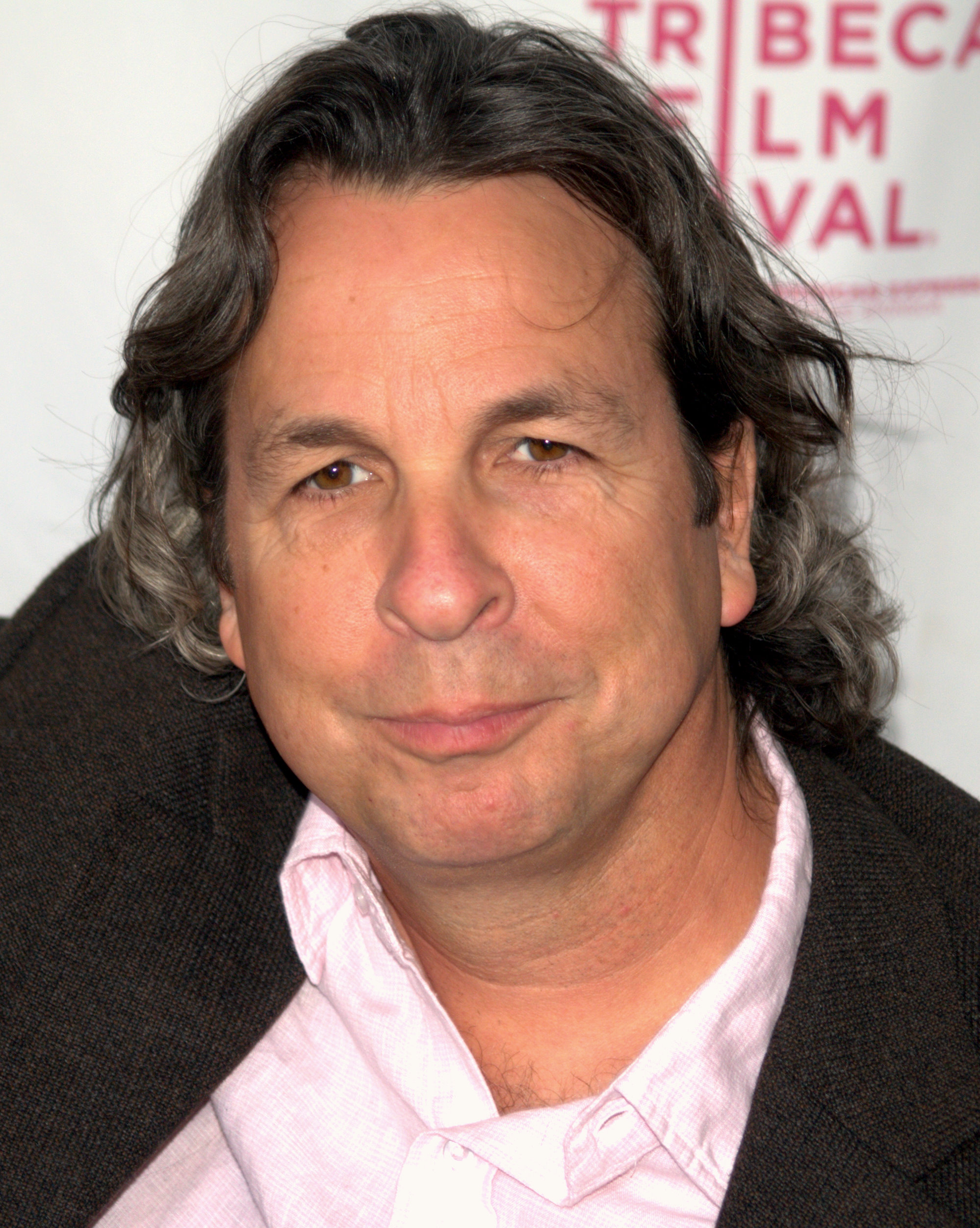
Peter Farrelly thắng giải năm 2018 nhờ đồng sản xuất Green Book.

| Năm       | Tác phẩm                                         | Nhà sản xuất                                                                       | Chú thích |
| --------- | ------------------------------------------------ | ---------------------------------------------------------------------------------- | --------- |
| 2010 (83) | Diễn văn của nhà vua                             | Iain Canning, Emile Sherman và Gareth Unwin                                        | [ 36 ]    |
| 2010 (83) | 127 giờ                                          | Danny Boyle, John Smithson và Christian Colson                                     | [ 36 ]    |
| 2010 (83) | Thiên nga đen                                    | Scott Franklin, Mike Medavoy và Brian Oliver                                       | [ 36 ]    |
| 2010 (83) | Võ sĩ                                            | David Hoberman, Todd Lieberman và Mark Wahlberg                                    | [ 36 ]    |
| 2010 (83) | Inception                                        | Christopher Nolan và Emma Thomas                                                   | [ 36 ]    |
| 2010 (83) | The Kids Are All Right                           | Gary Gilbert, Jeffrey Levy-Hinte và Celine Rattray                                 | [ 36 ]    |
| 2010 (83) | The Social Network                               | Dana Brunetti, Ceán Chaffin, Michael De Luca và Scott Rudin                        | [ 36 ]    |
| 2010 (83) | Câu chuyện đồ chơi 3                             | Darla K. Anderson                                                                  | [ 36 ]    |
| 2010 (83) | Báo thù                                          | Joel Coen, Ethan Coen và Scott Rudin                                               | [ 36 ]    |
| 2010 (83) | Xương trắng                                      | Alix Madigan và Anne Rosellini                                                     | [ 36 ]    |
| 2011 (84) | Nghệ sĩ                                          | Thomas Langmann                                                                    | [ 37 ]    |
| 2011 (84) | Tình thân                                        | Jim Burke, Alexander Payne và Jim Taylor                                           | [ 37 ]    |
| 2011 (84) | Extremely Loud & Incredibly Close                | Scott Rudin                                                                        | [ 37 ]    |
| 2011 (84) | Người giúp việc                                  | Brunson Green, Chris Columbus và Michael Barnathan                                 | [ 37 ]    |
| 2011 (84) | Hugo                                             | Graham King và Martin Scorsese                                                     | [ 37 ]    |
| 2011 (84) | Midnight in Paris                                | Letty Aronson và Stephen Tenenbaum                                                 | [ 37 ]    |
| 2011 (84) | Moneyball                                        | Michael De Luca, Rachael Horovitz và Brad Pitt                                     | [ 37 ]    |
| 2011 (84) | Cây đời                                          | Sarah Green, Bill Pohlad, Dede Gardner và Grant Hill                               | [ 37 ]    |
| 2011 (84) | Chiến mã                                         | Steven Spielberg và Kathleen Kennedy                                               | [ 37 ]    |
| 2012 (85) | Argo                                             | Grant Heslov, Ben Affleck và George Clooney                                        | [ 38 ]    |
| 2012 (85) | Amour                                            | Margaret Menegoz, Stefan Arndt, Veit Heiduschka và Michael Katz                    | [ 38 ]    |
| 2012 (85) | Quái vật miền Nam hoang dã                       | Dan Janvey, Josh Penn và Michael Gottwald                                          | [ 38 ]    |
| 2012 (85) | Hành trình Django                                | Stacey Sher, Reginald Hudlin và Pilar Savone                                       | [ 38 ]    |
| 2012 (85) | Những người khốn khổ                             | Tim Bevan, Eric Fellner, Debra Hayward và Cameron Mackintosh                       | [ 38 ]    |
| 2012 (85) | Cuộc đời của Pi                                  | Gil Netter, Lý An và David Womark                                                  | [ 38 ]    |
| 2012 (85) | Lincoln                                          | Steven Spielberg và Kathleen Kennedy                                               | [ 38 ]    |
| 2012 (85) | Tình yêu tìm lại                                 | Donna Gigliotti, Bruce Cohen và Jonathan Gordon                                    | [ 38 ]    |
| 2012 (85) | 30' sau nửa đêm                                  | Mark Boal, Kathryn Bigelow và Megan Ellison                                        | [ 38 ]    |
| 2013 (86) | 12 năm nô lệ                                     | Brad Pitt, Dede Gardner, Jeremy Kleiner, Steve McQueen và Anthony Katagas          | [ 39 ]    |
| 2013 (86) | Săn tiền kiểu Mỹ                                 | Charles Roven, Richard Suckle, Megan Ellison và Jonathan Gordon                    | [ 39 ]    |
| 2013 (86) | Captain Phillips                                 | Scott Rudin, Dana Brunetti và Michael De Luca                                      | [ 39 ]    |
| 2013 (86) | Dallas Buyers Club                               | Robbie Brenner và Rachel Winter                                                    | [ 39 ]    |
| 2013 (86) | Cuộc chiến không trọng lực                       | Alfonso Cuarón và David Heyman                                                     | [ 39 ]    |
| 2013 (86) | Her                                              | Megan Ellison, Spike Jonze và Vincent Landay                                       | [ 39 ]    |
| 2013 (86) | Nebraska                                         | Albert Berger và Ron Yerxa                                                         | [ 39 ]    |
| 2013 (86) | Philomena                                        | Gabrielle Tana, Steve Coogan và Tracey Seaward                                     | [ 39 ]    |
| 2013 (86) | The Wolf of Wall Street                          | Martin Scorsese, Leonardo DiCaprio, Joey McFarland và Emma Tillinger Koskoff       | [ 39 ]    |
| 2014 (87) | Birdman (The Unexpected Virtue of Ignorance)     | Alejandro G. Iñárritu, John Lesher và James W. Skotchdopole                        | [ 40 ]    |
| 2014 (87) | American Sniper                                  | Clint Eastwood, Andrew Lazar, Robert Lorenz, Bradley Cooper và Peter Morgan        | [ 40 ]    |
| 2014 (87) | Thời thơ ấu                                      | Richard Linklater và Cathleen Sutherland                                           | [ 40 ]    |
| 2014 (87) | The Grand Budapest Hotel                         | Wes Anderson, Scott Rudin, Steven M. Rales và Jeremy Dawson                        | [ 40 ]    |
| 2014 (87) | The Imitation Game                               | Nora Grossman, Ido Ostrowsky và Teddy Schwarzman                                   | [ 40 ]    |
| 2014 (87) | Selma                                            | Christian Colson, Oprah Winfrey, Dede Gardner và Jeremy Kleiner                    | [ 40 ]    |
| 2014 (87) | Thuyết yêu thương                                | Tim Bevan, Eric Fellner, Lisa Bruce và Anthony McCarten                            | [ 40 ]    |
| 2014 (87) | Whiplash                                         | Jason Blum, Helen Estabrook và David Lancaster                                     | [ 40 ]    |
| 2015 (88) | Spotlight                                        | Blye Pagon Faust, Steve Golin, Nicole Rocklin và Michael Sugar                     | [ 41 ]    |
| 2015 (88) | The Big Short                                    | Dede Gardner, Jeremy Kleiner và Brad Pitt                                          | [ 41 ]    |
| 2015 (88) | Người đàm phán                                   | Steven Spielberg, Marc Platt và Kristie Macosko Krieger                            | [ 41 ]    |
| 2015 (88) | Brooklyn                                         | Finola Dwyer và Amanda Posey                                                       | [ 41 ]    |
| 2015 (88) | Max điên: Con đường tử thần                      | Doug Mitchell và George Miller                                                     | [ 41 ]    |
| 2015 (88) | Người về từ Sao Hỏa                              | Simon Kinberg, Ridley Scott, Michael Schaefer và Mark Huffam                       | [ 41 ]    |
| 2015 (88) | Người trở về từ cõi chết                         | Arnon Milchan, Steve Golin, Alejandro G. Iñárritu, Mary Parent và Keith Redmon     | [ 41 ]    |
| 2015 (88) | Room                                             | Ed Guiney                                                                          | [ 41 ]    |
| 2016 (89) | Moonlight                                        | Adele Romanski, Dede Gardner và Jeremy Kleiner                                     | [ 42 ]    |
| 2016 (89) | Cuộc đổ bộ bí ẩn                                 | Shawn Levy, Dan Levine, Aaron Ryder và David Linde                                 | [ 42 ]    |
| 2016 (89) | Fences                                           | Scott Rudin, Denzel Washington và Todd Black                                       | [ 42 ]    |
| 2016 (89) | Hacksaw Ridge                                    | Bill Mechanic và David Permut                                                      | [ 42 ]    |
| 2016 (89) | Không lùi bước                                   | Carla Hacken và Julie Yorn                                                         | [ 42 ]    |
| 2016 (89) | Hidden Figures                                   | Donna Gigliotti, Peter Chernin, Jenno Topping, Pharrell Williams và Theodore Melfi | [ 42 ]    |
| 2016 (89) | Những kẻ khờ mộng mơ                             | Fred Berger, Jordan Horowitz và Marc Platt                                         | [ 42 ]    |
| 2016 (89) | Lion                                             | Emile Sherman, Iain Canning và Angie Fielder                                       | [ 42 ]    |
| 2016 (89) | Manchester by the Sea                            | Matt Damon, Kimberly Steward, Chris Moore, Lauren Beck và Kevin J. Walsh           | [ 42 ]    |
| 2017 (90) | Người đẹp và thủy quái                           | Guillermo del Toro và J. Miles Dale                                                | [ 43 ]    |
| 2017 (90) | Call Me by Your Name                             | Peter Spears, Luca Guadagnino, Emilie Georges và Marco Morabito                    | [ 43 ]    |
| 2017 (90) | Giờ đen tối                                      | Tim Bevan, Eric Fellner, Lisa Bruce, Anthony McCarten và Douglas Urbanski          | [ 43 ]    |
| 2017 (90) | Cuộc di tản Dunkirk                              | Emma Thomas và Christopher Nolan                                                   | [ 43 ]    |
| 2017 (90) | Trốn thoát                                       | Sean McKittrick, Jason Blum, Edward H. Hamm Jr. và Jordan Peele                    | [ 43 ]    |
| 2017 (90) | Lady Bird: Tuổi nổi loạn                         | Scott Rudin, Eli Bush và Evelyn O'Neill                                            | [ 43 ]    |
| 2017 (90) | Bóng ma sợi chỉ                                  | JoAnne Sellar, Paul Thomas Anderson, Megan Ellison và Daniel Lupi                  | [ 43 ]    |
| 2017 (90) | The Post                                         | Amy Pascal, Steven Spielberg và Kristie Macosko Krieger                            | [ 43 ]    |
| 2017 (90) | Three Billboards: Truy tìm công lý               | Graham Broadbent, Pete Czernin và Martin McDonagh                                  | [ 43 ]    |
| 2018 (91) | Green Book                                       | Jim Burke, Charles B. Wessler, Brian Currie, Peter Farrelly và Nick Vallelonga     | [ 44 ]    |
| 2018 (91) | Black Panther: Chiến binh Báo Đen                | Kevin Feige                                                                        | [ 44 ]    |
| 2018 (91) | BlacKkKlansman                                   | Sean McKittrick, Jason Blum, Raymond Mansfield, Jordan Peele và Spike Lee          | [ 44 ]    |
| 2018 (91) | Bohemian Rhapsody Huyền thoại ngôi sao nhạc rock | Graham King                                                                        | [ 44 ]    |
| 2018 (91) | The Favourite                                    | Ceci Dempsey, Ed Guiney, Lee Magiday và Yorgos Lanthimos                           | [ 44 ]    |
| 2018 (91) | Roma                                             | Gabriela Rodríguez và Alfonso Cuarón                                               | [ 44 ]    |
| 2018 (91) | Vì sao vụt sáng                                  | Bill Gerber, Bradley Cooper và Lynette Howell Taylor                               | [ 44 ]    |
| 2018 (91) | Vice                                             | Dede Gardner, Jeremy Kleiner, Adam McKay và Kevin Messick                          | [ 44 ]    |
| 2019 (92) | Ký sinh trùng                                    | Kwak Sin-ae và Bong Joon-ho                                                        | [ 45 ]    |
| 2019 (92) | Ford v Ferrari                                   | Peter Chernin, Jenno Topping, and James Mangold                                    | [ 45 ]    |
| 2019 (92) | The Irishman                                     | Martin Scorsese, Robert De Niro, Jane Rosenthal, và Emma Tillinger Koskoff         | [ 45 ]    |
| 2019 (92) | Jojo Rabbit                                      | Carthew Neal, Taika Waititi, và Chelsea Winstanley                                 | [ 45 ]    |
| 2019 (92) | Joker                                            | Todd Phillips, Bradley Cooper, and Emma Tillinger Koskoff                          | [ 45 ]    |
| 2019 (92) | Little Women                                     | Amy Pascal                                                                         | [ 45 ]    |
| 2019 (92) | Marriage Story                                   | Noah Baumbach và David Heyman                                                      | [ 45 ]    |
| 2019 (92) | 1917                                             | Sam Mendes, Pippa Harris, Jayne-Ann Tenggren, and Callum McDougall                 | [ 45 ]    |
| 2019 (92) | Once Upon a Time in Hollywood                    | David Heyman, Shannon McIntosh, and Quentin Tarantino                              | [ 45 ]    |

### Thập niên 2020
| Năm        | Tác phẩm                               | Nhà sản xuất                                                                          | Chú thích |
| ---------- | -------------------------------------- | ------------------------------------------------------------------------------------- | --------- |
| 2020/21 93 | Nomadland                              | Frances McDormand, Peter Spears, Mollye Asher, Dan Janvey, và Chloé Zhao              | [ 46 ]    |
| 2020/21 93 | Cô gái trẻ hứa hẹn                     | Ben Browning, Ashley Fox, Emerald Fennell, và Josey McNamara                          | [ 46 ]    |
| 2020/21 93 | The Father                             | David Parfitt, Jean-Louis Livi, và Philippe Carcassonne                               | [ 46 ]    |
| 2020/21 93 | Judas and the Black Messiah            | Shaka King, Charles D. King, và Ryan Coogler                                          | [ 46 ]    |
| 2020/21 93 | Mank                                   | Ceán Chaffin, Eric Roth, và Douglas Urbanski                                          | [ 46 ]    |
| 2020/21 93 | Khát vong đổi đời                      | Christina Oh                                                                          | [ 46 ]    |
| 2020/21 93 | Sound of Metal                         | Bert Hamelinck và Sacha Ben Harroche                                                  | [ 46 ]    |
| 2020/21 93 | The Trial of the Chicago 7             | Marc Platt và Stuart M. Besser                                                        | [ 46 ]    |
| 2021 94    | CODA: Giai điệu con tim                | Philippe Rousselet, Fabrice Gianfermi, và Patrick Wachsberger                         | [ 47 ]    |
| 2021 94    | Belfast                                | Laura Berwick, Kenneth Branagh, Becca Kovacik, và Tamar Thomas                        | [ 47 ]    |
| 2021 94    | Đừng nhìn lên                          | Adam McKay và Kevin Messick                                                           | [ 47 ]    |
| 2021 94    | Drive My Car                           | Teruhisa Yamamoto                                                                     | [ 47 ]    |
| 2021 94    | Dune: Hành tinh cát                    | Mary Parent, Denis Villeneuve, và Cale Boyter                                         | [ 47 ]    |
| 2021 94    | King Richard: Huyền thoại nhà Williams | Tim White, Trevor White, và Will Smith                                                | [ 47 ]    |
| 2021 94    | Licorice Pizza                         | Sara Murphy, Adam Somner, và Paul Thomas Anderson                                     | [ 47 ]    |
| 2021 94    | Con hẻm ác mộng                        | J. Miles Dale, Guillermo del Toro, và Bradley Cooper                                  | [ 47 ]    |
| 2021 94    | The Power of the Dog                   | Emile Sherman, Iain Canning, Roger Frappier, Jane Campion, và Tanya Seghatchian       | [ 47 ]    |
| 2021 94    | Câu chuyện phía Tây                    | Steven Spielberg và Kristie Macosko Krieger                                           | [ 47 ]    |
| 2022 95    | Cuộc chiến đa vũ trụ                   | Daniel Kwan, Daniel Scheinert và Jonathan Wang                                        | [ 48 ]    |
| 2022 95    | Phía Tây không có gì lạ                | Malte Grunert                                                                         | [ 48 ]    |
| 2022 95    | Avatar: Dòng chảy của nước             | James Cameron và Jon Landau                                                           | [ 48 ]    |
| 2022 95    | The Banshees of Inisherin              | Graham Broadbent, Pete Czernin, và Martin McDonagh                                    | [ 48 ]    |
| 2022 95    | Elvis                                  | Baz Luhrmann, Catherine Martin, Gail Berman, Patrick McCormick và Schuyler Weiss      | [ 48 ]    |
| 2022 95    | The Fabelmans: Tuổi trẻ huy hoàng      | Kristie Macosko Krieger, Steven Spielberg và Tony Kushner                             | [ 48 ]    |
| 2022 95    | Tár                                    | Todd Field, Alexandra Milchan, và Scott Lambert                                       | [ 48 ]    |
| 2022 95    | Phi công siêu đẳng Maverick            | Tom Cruise, Christopher McQuarrie, David Ellison và Jerry Bruckheimer                 | [ 48 ]    |
| 2022 95    | Đáy thượng lưu                         | Erik Hemmendorff và Philippe Bober                                                    | [ 48 ]    |
| 2022 95    | Women Talking                          | Dede Gardner, Jeremy Kleiner, và Frances McDormand                                    | [ 48 ]    |
| 2023 96    | Oppenheimer                            | Emma Thomas, Charles Roven và Christopher Nolan                                       | [ 49 ]    |
| 2023 96    | American Fiction                       | Ben LeClair, Nikos Karamigios, Cord Jefferson và Jermaine Johnson                     | [ 49 ]    |
| 2023 96    | Kỳ án trên đồi tuyết                   | Marie-Ange Luciani và David Thion                                                     | [ 49 ]    |
| 2023 96    | Barbie                                 | David Heyman, Margot Robbie, Tom Ackerley và Robbie Brenner                           | [ 49 ]    |
| 2023 96    | The Holdovers                          | Mark Johnson                                                                          | [ 49 ]    |
| 2023 96    | Vầng trăng máu                         | Dan Friedkin, Bradley Thomas, Martin Scorsese và Daniel Lupi                          | [ 49 ]    |
| 2023 96    | Maestro                                | Bradley Cooper, Steven Spielberg, Fred Berner, Amy Durning và Kristie Macosko Krieger | [ 49 ]    |
| 2023 96    | Muôn kiếp nhân duyên                   | David Hinojosa, Christine Vachon và Pamela Koffler                                    | [ 49 ]    |
| 2023 96    | Poor Things                            | Ed Guiney, Andrew Lowe, Yorgos Lanthimos và Emma Stone                                | [ 49 ]    |
| 2023 96    | The Zone of Interest                   | James Wilson                                                                          | [ 49 ]    |

## Những cá nhân giành nhiều chiến thắng
| 3 giải - Sam Spiegel - Saul Zaentz | 2 giải - Arthur Freed - Clint Eastwood - Dede Gardner - Jeremy Kleiner - Branko Lustig - Albert S. Ruddy - Robert Wise |

## Những cá nhân giành nhiều đề cử
| 10 đề cử - Steven Spielberg 9 đề cử - Scott Rudin 8 đề cử - Kathleen Kennedy 6 đề cử - Eric Fellner - Dede Gardner - Stanley Kramer 5 đề cử - Tim Bevan - Francis Ford Coppola - Clint Eastwood - Jeremy Kleiner - Frank Marshall 4 đề cử - Warren Beatty - James L. Brooks - David Brown - Megan Ellison - Ethan Coen - Donna Gigliotti - Peter Jackson - Norman Jewison - Graham King - Sydney Pollack - David Puttnam - Sam Spiegel - George Stevens - Irwin Winkler | 3 đề cử - Lawrence Bender - Jason Blum - Robert Chartoff - Joel Coen - Bruce Cohen - Christian Colson - Michael De Luca - Steve Golin - Brian Grazer - Alejandro González Iñárritu - Stanley Kubrick - Robert Lorenz - Ismail Merchant - Barrie M. Osborne - Brad Pitt - Hal B. Wallis - Fran Walsh - Robert Wise - John Woolf - Saul Zaentz - Richard D. Zanuck | 2 đề cử - Buddy Adler - Robert Altman - Paul Thomas Anderson - Kathryn Bigelow - Mark Boal - John Boorman - John Brabourne - Lisa Bruce - Dana Brunetti - Jim Burke - James Cameron - Iain Canning - Ceán Chaffin - Bradley Cooper - Alfonso Cuarón - Cecil B. DeMille - Finola Dwyer - John Foreman - Gray Frederickson - Arthur Freed - Richard N. Gladstein - Jonathan Gordon - Ed Guiney - Jerome Hellman - Grant Heslov - Grant Hill - Ron Howard - Stanley R. Jaffe - Dan Jinks - Ross Katz - A. Kitman Ho - Arnold Kopelson - Kristie Macosko Krieger - Gary Kurtz - Jon Landau - Lý An - Ernest Lehman - Daniel Lupi - Branko Lustig | - Mark Johnson - Michael Mann - Anthony McCarten - Frank McCarthy - Barry Mendel - Arnon Milchan - George Miller - Doug Mitchell - Patrick J. Palmer - Jordan Peele - Julia Phillips - Michael Phillips - Marc Platt - Amanda Posey - Sean McKittrick - Christopher Nolan - Fred Roos - Albert S. Ruddy - Tracey Seaward - Ronald L. Schwary - Martin Scorsese - JoAnne Sellar - Michael Shamberg - Stacey Sher - Emile Sherman - Bernard Smith - Ray Stark - Oliver Stone - Emma Thomas - Jerry Wald - Jack L. Warner - Harvey Weinstein - Douglas Wick - Jams Woolf - William Wyler - Peter Yates - Sam Zimbalist - Fred Zinnemann - Edward Zwick |

## Các công ty sản xuất với nhiều đề cử và chiến thắng
| Công ty sản xuất                   | Đề cử | Chiến thắng |
| ---------------------------------- | ----- | ----------- |
| 20th Century Studios               | 60    | 9           |
| Columbia Pictures                  | 56    | 12          |
| Metro-Goldwyn-Mayer                | 40    | 9           |
| Universal Pictures                 | 34    | 9           |
| Warner Bros. Pictures              | 25    | 9           |
| Paramount Pictures                 | 20    | 11          |
| Searchlight Pictures               | 17    | 4           |
| Miramax Films                      | 15    | 4           |
| DreamWorks                         | 13    | 4           |
| Walt Disney Studios                | 13    | 0           |
| RKO Pictures                       | 11    | 1           |
| Focus Features                     | 10    | 0           |
| Samuel Goldwyn Productions         | 8     | 1           |
| The Weinstein Company              | 6     | 2           |
| Selznick International Pictures    | 5     | 2           |
| Annapurna Pictures                 | 5     | 0           |
| A24                                | 3     | 1           |
| J. Arthur Rank-Two Cities Films    | 3     | 1           |
| Cosmopolitan                       | 3     | 0           |
| Netflix                            | 3     | 0           |
| Pixar Animation Studios            | 2     | 0           |
| The Caddo Company                  | 2     | 0           |
| Walter Wanger (production company) | 2     | 0           |
| Mercury                            | 2     | 0           |